# Lézard ocellé
Timon lepidus
Espèce
Synonymes
- Lacerta lepida Daudin, 1802
- Lacerta ocellata Daudin, 1802
- Lacerta margaritata Schinz, 1833
- Lacerta ocellata var. iberica Soane, 1884
- Lacerta lepida nevadensis Buchholz, 1963
- Lacerta lepida oteroi Castroviejo & Mateo, 1998

Statut de conservation UICN

 NT  : Quasi menacé
Le Lézard ocellé (Timon lepidus) est une espèce de sauriens de la famille des Lacertidae. Susceptible de mesurer jusqu'à in fine 50 à 70 cm, il est l'un des plus grands lézards d'Europe avec le lézard géant de Gran Canaria (Gallotia stehlini). Il vit dans les garrigues, milieu typique du sud-ouest de l'Europe méditerranéenne. À l'instar de nombreux lézards, il reste inféodé aux milieux ensoleillés. Quatre sous-espèces sont répertoriées : T. l. ibericus, T. l. lepidus, T. l. nevadensis et T. l. oteroorum. Cette espèce diurne aux couleurs vives fait partie des espèces patrimoniales du Sud de la France. 
Jusqu'au XIXe siècle et début du XXe siècle, son apparence en a fait un animal particulièrement convoité par les collectionneurs et terrariophiles ce qui l'a menacé d'extinction, C'est pourquoi cette espèce est aujourd'hui protégée et sa capture, strictement interdite.
Il se nourrit principalement d'insectes, notamment de coléoptères mais peut adopter un régime majoritairement omnivore en cas d'insularité. Des reptiles comme la Couleuvre de Montpellier et des rapaces comme le Milan noir ou la Buse variable font partie de ses prédateurs.
Il est en forte régression ces dernières années sur le territoire français et européen. Le Lézard ocellé fait en effet partie des sept espèces de reptiles menacées d'extinction en France, sur les 37 répertoriées en 2009. Le déclin des populations françaises en particulier, mis en évidence grâce aux différentes études menées, justifie la mise en place de mesures de conservation et l'élaboration d'un Plan national d'action (PNA) dédié au Lézard ocellé est d'ailleurs en cours sur la période 2012-2016.
Des fossiles prouvent l'existence du Lézard ocellé depuis plus de 2,3 millions d'années.

## Description

### Morphologie et livrée

Schéma de la face supérieure de la tête du Lézard ocellé.
a : Écaille occipitale
b : Écaille pariétale
c : Écaille interpariétale (ou préoccipitale)
d : Écaille fronto-pariétale
e : Écaille frontale
f : Écaille palpébrale postérieure
g : Écaille palpébrale antérieure
h : Écaille fronto-nasale
i : Écaille internasale
j : Écaille nasale
k : Écaille rostrale
m : Méat auditif

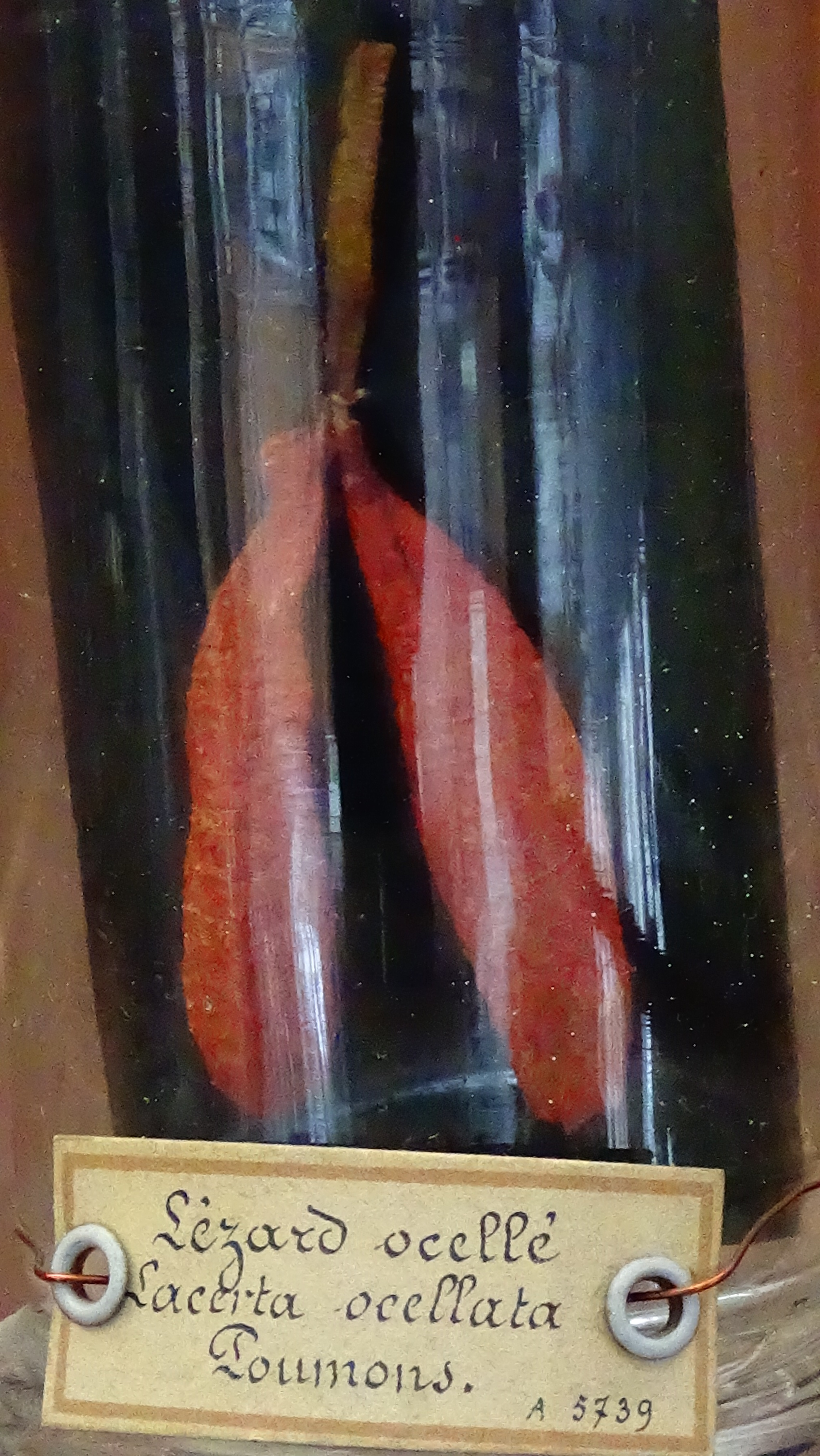
Timon lepidus - "Lacerta ocellata" - Poumons mnhn Paris

Ce reptile a un corps et une queue massifs, avec une tête triangulaire et un museau arrondi. Ses pattes sont robustes et ses griffes longues et recourbées. Sa queue est légèrement plus grande que le corps, elle est cylindrique et verticillée.
Connu comme le plus grand Lacertidé et également des lézards d'Europe, sa longueur peut atteindre 24 cm de la tête au cloaque. La queue prise en compte, sa longueur totale s'élève en moyenne entre 55 et 70 cm, les femelles sont plus petites avec une moyenne de 45 cm. Des individus de plus de 90 cm de long ont été observés, notamment dans les Pyrénées-Orientales en France. Les individus vivant au Nord semblent plus petits que ceux vivant au Sud.
Les adultes pèsent de 130 à 180 g, les plus gros mâles atteignent les 350 grammes.
À leur naissance, les individus présentent une livrée assez similaire aux adultes, quoique plus brune, mais les ocelles sur les flancs sont blancs, cerclés de noir. Progressivement leur robe se rapproche de celle des adultes, par mues successives et les taches blanches deviennent bleues. Avec l'âge, le lézard ne conserve que les ocelles bleus qui deviennent d'une couleur vive, tout comme leur robe verte brillante. Les ocelles sont cernés d'écailles noires, les mêmes qui à la manière d'une mosaïque ponctuent l'ensemble du dos et des flancs de cette espèce. L'iris est jaune chez les jeunes et rougeâtre chez les adultes. Leur face ventrale est toujours plus claire, allant vers le blanc.
Le mélanisme chez le Lézard ocellé a fait l'objet de publications et est donné comme fréquent, mais l'observation d'individus totalement noirs reste somme toute rare.
Comme beaucoup de sauriens, il possède un « troisième œil », appelé œil pinéal, sur le haut du crâne (en bordure de l'écaille interpariétale). Chez le Lézard ocellé, il n'est pas visible car logé sous les écailles crâniennes. Cet « œil » a perdu sa fonction originelle soit la vision. Son rôle est de capter la source lumineuse pour réguler le rythme circadien et donc l'horloge interne des reptiles. Il est relié à l'épiphyse, ou glande pinéale, que l'on retrouve aussi chez les mammifères.
Pour un article plus général, voir Écailles des reptiles.
Chez le Lézard ocellé, l'écaille occipitale est très développée, en particulier chez les adultes, au moins aussi large que les pariétales ou la frontale. La plaque frontale est peu rétrécie en arrière. En général, elle est au moins aussi large que les pariétales dont le bord antérieur est fortement tronqué pour recevoir les écailles fronto-pariétales. Les écailles temporales sont larges. Le collier est séparé des écailles du thorax dans toute son étendue et se porte en ligne droite d'un côté du cou à l'autre, tandis que son bord est dentelé. Les écailles abdominales forment huit à dix rangées longitudinales, leur bord latéral est oblique et arrondi et les deux médianes sont notablement plus étroites que celles qui les avoisinent. Les écailles du dos sont petites et granulées. Il existe une large écaille médiane au devant de l'anus, et celles de la queue sont longues, étroites, légèrement carénées, équilatérales et terminées en pointe aiguë. Les verticilles qu'elles forment sont très marquées. Les pores fémoraux sont au nombre de douze ou quatorze et ne se prolongent pas au-delà du pli de l'aine. Enfin la patte postérieure appliquée contre l'abdomen arrive à peu près au niveau de l'aisselle.

### Dimorphisme sexuel
Le mâle est globalement plus robuste et plus grand que la femelle. À taille égale, le mâle est 4 à 8 % plus lourd que la femelle.
La tête du mâle est particulièrement massive et large, les bajoues très gonflées. C'est par cette différence que le dimorphisme sexuel est le plus explicite visuellement. La couleur de la robe est également bien plus vive et contrastée chez le mâle, avec un vert intense. La coloration des ocelles bleues est généralement moins forte et leur taille est plus réduite chez la femelle. La taille de la tête du mâle représente 27 % de sa taille corporelle et seulement 22,8 % chez la femelle. Les pores fémoraux sont plus visibles et colorés chez le mâle. Ils lui permettent de marquer son territoire via des phéromones.
Un bon critère de détermination sexuelle est de compter le nombre de bandes d'écailles que l'individu a sous le ventre. Le mâle en a généralement 30 à 33, la femelle 33 à 36. Selon d'autres auteurs, en Espagne le nombre de rangées d'écailles ventrales varie de 30 à 39 pour les femelles et de 27 à 35 pour les mâles.
Enfin, après la période d'accouplement, lorsque la femelle est gravide, son corps est très gros et dilaté.

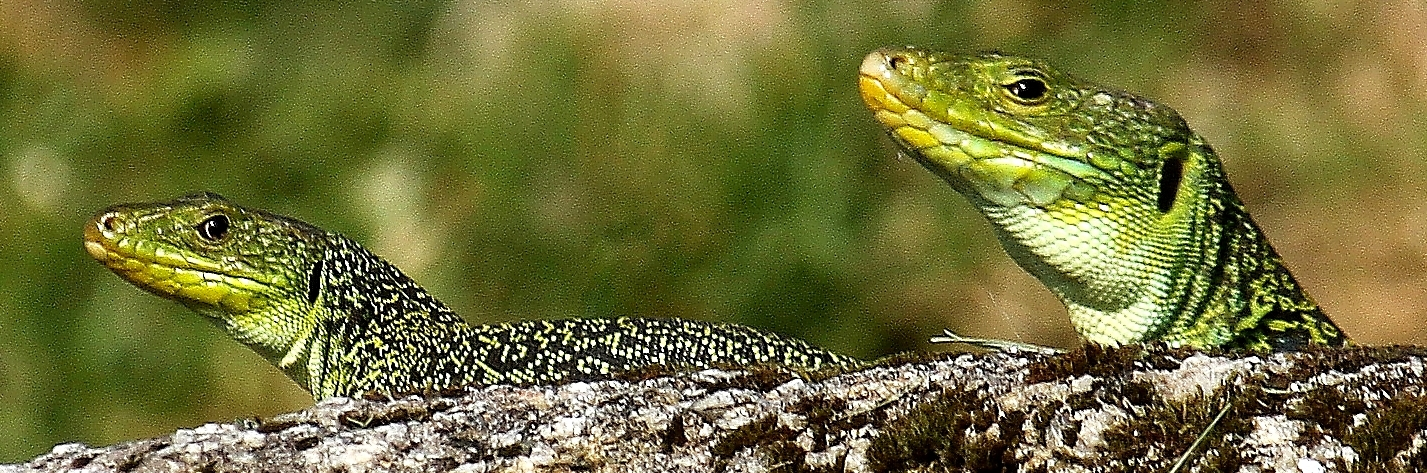
Le mâle, à droite, présente très distinctement une tête épaisse et robuste, aux bajoues fortes, quand celle de la femelle est plus menue.

### Espèces ressemblantes
Il ne doit pas être confondu avec une autre espèce dans son aire de répartition, le Lézard vert occidental (Lacerta bilineata) mais aussi le Lézard de Schreiber (Lacerta schreiberi). Il ressemble également au Lézard vert oriental (Lacerta viridis), autre grande espèce de lézard d'Europe, mais vivant en Europe de l'Est. Ces derniers ne possèdent pas d'ocelles sur les flancs, sont plus petits à l'âge adulte et sont les seuls, en ce qui concerne le mâle, à présenter une gorge uniformément bleue en période de reproduction.
| Lézard vert oriental - Lacerta viridis | Lézard vert oriental - Lacerta viridis | Lézard de Schreiber - Lacerta schreiberi | Lézard vert occidental - Lacerta bilineata | Lézard vert occidental - Lacerta bilineata |
| -------------------------------------- | -------------------------------------- | ---------------------------------------- | ------------------------------------------ | ------------------------------------------ |
| Vue d'un Lézard vert oriental          | Vue d'un Lézard vert oriental          | Vue d'un Lézard de Schreiber             | Vue d'un Lézard vert occidental            | Vue d'un Lézard vert occidental            |

## Répartition

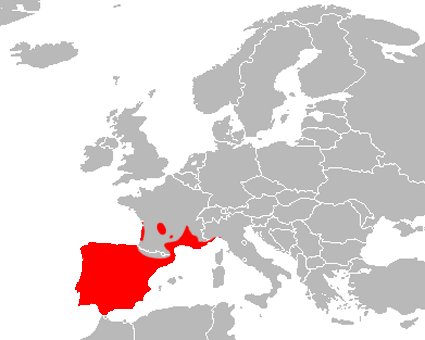
Répartition du Lézard ocellé.

Cette espèce se rencontre dans le nord-ouest de l'Italie, dans le sud de la France, en Espagne, à Gibraltar et au Portugal dans les Plazas de soberanía,,,. Il se trouve jusqu'à 1 000 m d'altitude au Portugal et au-dessus de 2 000 m en Espagne. En France, la limite altitudinale se trouve aux environs de Err dans les Pyrénées-Orientales à 1 550 m. Il atteint 580 m près d'Aurillac dans le Massif central, région bien moins favorable au Lézard ocellé du fait du climat.
En France, l'espèce est présente sur une aire continue allant de la frontière italienne jusqu'à l'Espagne, soit l'ensemble de la zone méditerranéenne. Une partie de la façade atlantique est également colonisée par le Lézard ocellé. Une hypothèse décrit la colonisation ancienne de la façade atlantique via les reliefs nord-pyrénéens et les causses du Tarn et du Lot.
À la suite de sa forte régression, sa fréquence voire sa présence au sein de son aire de répartition reste méconnue. Pour y remédier, il fait en France l'objet d'une enquête « interactive » dans le cadre d'un dispositif de type science citoyenne, initié et piloté par l'Observatoire naturaliste des écosystèmes méditerranéens (OnEm).
En juin 2025 l'espèce est redécouverte sur l'île de Porquerolles, dans le Var, d'où elle avait été signalée disparue depuis le début des années 2000.

### Biotope
Le Lézard ocellé vit dans les écosystèmes à affinité méditerranéenne en dehors des forêts denses et des zones de grandes cultures dépourvues d'abris. Ses milieux de vie ont comme caractère commun d'être des espaces très ensoleillés. Ainsi, les coteaux secs et broussailleux, les garrigues ouvertes, les champs cultivés ou enfrichés, les dunes grises fixées ou les pelouses sèches calcicoles sont des biotopes qu'il affectionne particulièrement, soit les habitats xériques. Le milieu qui semble le mieux lui convenir reste les pelouses rocailleuses escarpées avec des arbustes çà et là.
Malgré cette apparente affinité pour les milieux arides — il peut vivre en Espagne à Cabo de Gata, où tombent seulement 150 mm de précipitations par an — le Lézard ocellé peut être paradoxalement présent dans des régions très arrosées comme la sierra de Grazalema où les précipitations dépassent 1 500 mm/an. Cela ne reste pas un cas isolé avec des mentions également dans le massif des Maures, avec 1 200 mm/an. Le Lézard ocellé recherche davantage le couvert de gîtes qu'un climat foncièrement sec.

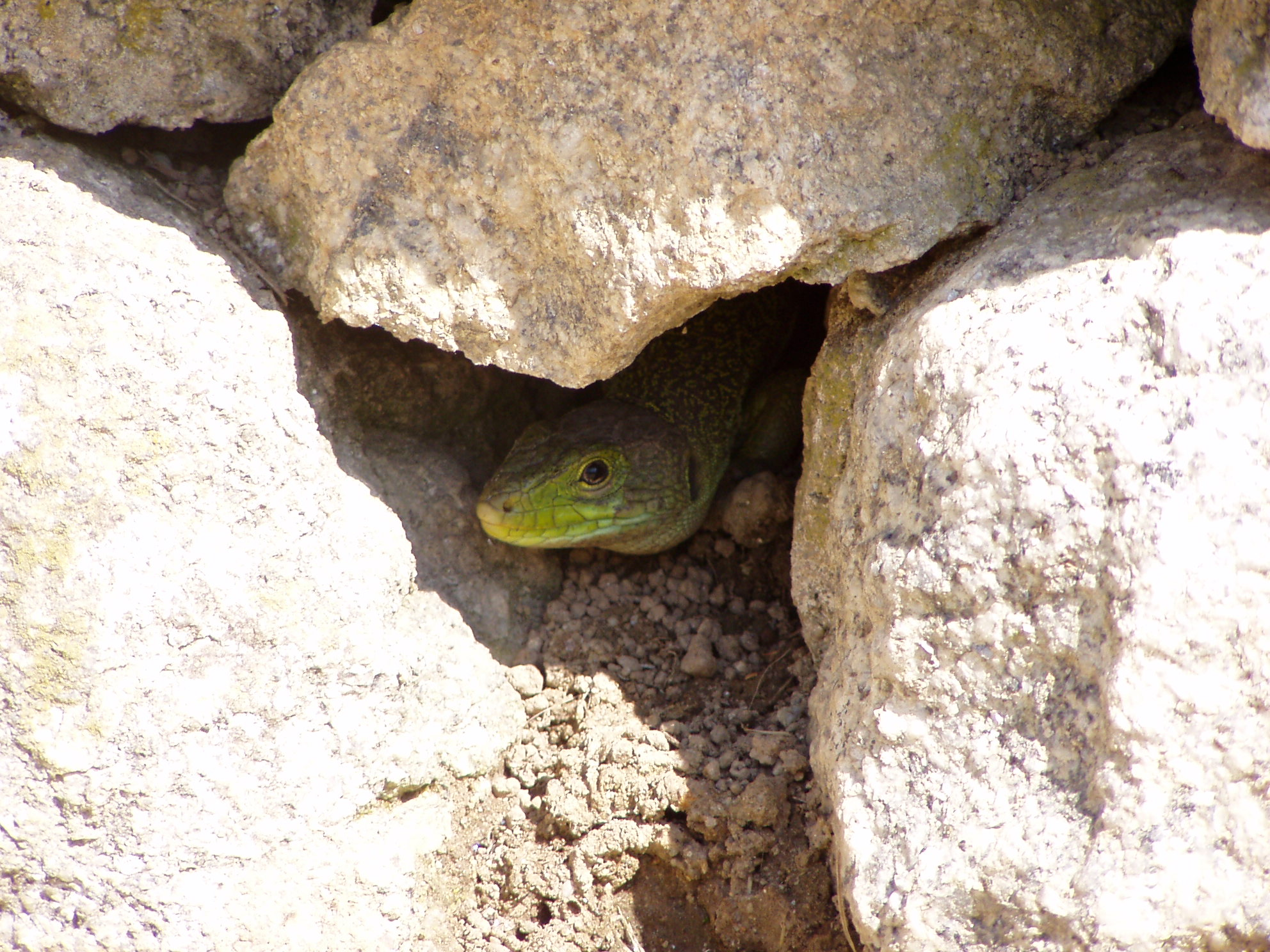
Les anfractuosités des enrochements constituent pour le Lézard ocellé un gîte où il peut se nourrir, se protéger des prédateurs et des conditions climatiques.

Il peut exister un lien étroit entre la présence de terriers de lagomorphes et la densité de Lézard ocellé sur un milieu. Sur l'île d'Oléron, les terriers de lapin de garenne constituent l'essentiel des gîtes pour cette espèce (86 % en 2002). Plus généralement, il y a une corrélation positive entre la disponibilité de caches et refuges (comme les crevasses, les terriers, les tas de roches) et la densité de Lézards ocellés au sein des espaces ouverts,,,,,,. Le Lézard ocellé est donc, comme beaucoup d'espèces incapables de creuser leurs propres terriers, contraint dans sa capacité de colonisation d'aires nouvelles et directement soumis à la biocénose fouisseuse et aux disponibilités du biotope,,.
La multiplicité des caches est donc un facteur prédominant pour ce reptile, qui peut en investir plus d'une dizaine pour les femelles et jusqu'à 21 au printemps pour les mâles sur quelques centaines de mètres carrés.
Ces refuges lui offrent le couvert et une protection efficace contre les prédateurs mais ils font également office de zone tampon face aux changements de température et d'hygrométrie, facteurs prévalents dans les environnements terrestres pour de nombreuses espèces,,.
Les populations montpelliéraines sont principalement aperçues au sein d'ensembles naturels (garrigue, steppes), à contrario les populations pyrénéennes et espagnoles qui s'installent plus fréquemment au sein d'enrochements, de décharges sauvages, d'abris agricoles et d'autres aménagements anthropiques. Les populations transfrontalières ont de ce fait une propension urbaine et sont plus enclines à utiliser des habitats secondaires. Ceci peut être la conséquence d'une adaptation à la disparition progressive de ses habitats naturels.

### Données fossiles
Les plus vieux spécimens dateraient de 2,6 à 3,6 millions d'années. Cependant les restes ne permettent pas de déterminer avec certitude s'il s'agit bien de cette espèce. Il est néanmoins admis que l'espèce serait âgée d'au moins 1,8 à 2,6 millions d'années, avec des restes dentaires trouvés dans un gisement du Roussillon, dans le sud de la France. Cela date l'espèce au Pliocène supérieur. Sensiblement à la même période du Pliocène, il a été découvert dans le Sud de l'Italie dans la province d'Apulia des restes qui ressemblent fortement à Timon lepidus ou à un taxon proche, Lacerta pater. Si des comparaisons caryologiques illustrent les différences spécifiques entre ces deux espèces, la détermination exacte n'a pu être établie.
Des fossiles de Lézard ocellé ont également été découverts au Pléistocène inférieur, permettant de dater ces restes de 0,78 à 1,8 million d'années. La découverte a été faite près de Grenade dans le Sud-Est de la péninsule Ibérique.
Sous la barre du million d'années, la ville de Lunel dans l'Hérault présente des gisements du Pléistocène moyen (130 à 780 milliers d'années).
Des restes ont également été découverts dans des gisements du Pléistocène moyen (780 à 130 Ka) à Lunel dans le département de l'Hérault et près de Madrid , mais aussi à Bize dans le département de l'Aude, ou près de Grenade et enfin dans les Alpes Maritimes.
Le Pléistocène supérieur (11 à 130 milliers d'années) nous fournit des informations intéressantes avec la découverte de fossiles dans des grottes près de Grenade,, à Barcelone, près de Nice dans la grotte du Lazaret et enfin de Vanguard à Gibraltar.
Sans surprise, les données datant des 10 000 dernières années sont foisonnantes. Elles correspondent à l'aire de répartition géographique actuelle, avec des données par exemple à Font Juvénal au Néolithique dans l'Aude ou à Châteauneuf-du-Rhône au Néolithique moyen dans la Drôme pour la France. Au Portugal, on peut citer des découvertes à Zambujal à Lisbonne. En Espagne, les découvertes sont innombrables, comme à Huelva dans le Sud-Ouest du pays. Ces derniers fossiles, mieux préservés, permettent même de distinguer des caractéristiques morphologiques de la sous-espèce de la Sierra Nevada Timon lepidus nevadensis.

## Éthologie

### Régime alimentaire
Le Lézard ocellé est essentiellement insectivore, son alimentation repose ainsi sur divers insectes, préférentiellement des Coléoptères, mais aussi des lombrics ou des escargots. La taille de ses proies varie de 3 à 100 mm, selon la taille du lézard. Il s'attaque volontiers à des espèces généralement évitées par d'autres prédateurs, car coriaces et agressives : petits scorpions ou scolopendres notamment. Sa prédation s'apparente à de la cueillette, et s'alimente des espèces rencontrées lors de ses pérégrinations alimentaires. Il peut à l'occasion effectuer des sauts pour attraper des proies en vol.
En France, une étude fondée sur 21 contenus stomacaux révèle la présence de 14 ordres d'Invertébrés, avec par ordre de grandeur 57 % de Coléoptères, 12 % d'Orthoptères, 9 % d'Hyménoptères. Malgré sa petite taille, la fourmi Messor barbarus est fortement consommée.
Localement, comme sur l'île d'Oléron, le Lézard ocellé peut s'avérer frugivore, les fruits de l'éphèdre pouvant constituer jusqu'à 20 % de son régime alimentaire de juillet à septembre. Dans le Sud de l'Espagne, l'espèce mange également des baies de genévrier et de Capparis spinosa ainsi que des fruits d'Arum maculatum. Il a même été observé une population dont l'alimentation est essentiellement végétarienne : sur l'île de Paloma dans le Sud-Est de l'Espagne, le Lézard ocellé se nourrit essentiellement de fruits et de végétaux. La littérature fait mention d'un syndrome d'insularité.
À l'occasion, il peut se nourrir de manière opportuniste de vertébrés,, et notamment d'oisillons (cas de la prédation d'un Cochevis de Thékla), de jeunes rongeurs (Campagnol des champs), d'amphibiens (Pélobate cultripède) voire des lapereaux. Ces proies restent très marginales dans l'alimentation du Lézard ocellé, de l'ordre de moins d'un pour cent.
L'activité alimentaire du Lézard ocellé porte sur les 8 à 9 mois pendant lesquels il n'est pas en hivernation. Le pic d'activité se situe entre mai et juin,.

### Reproduction

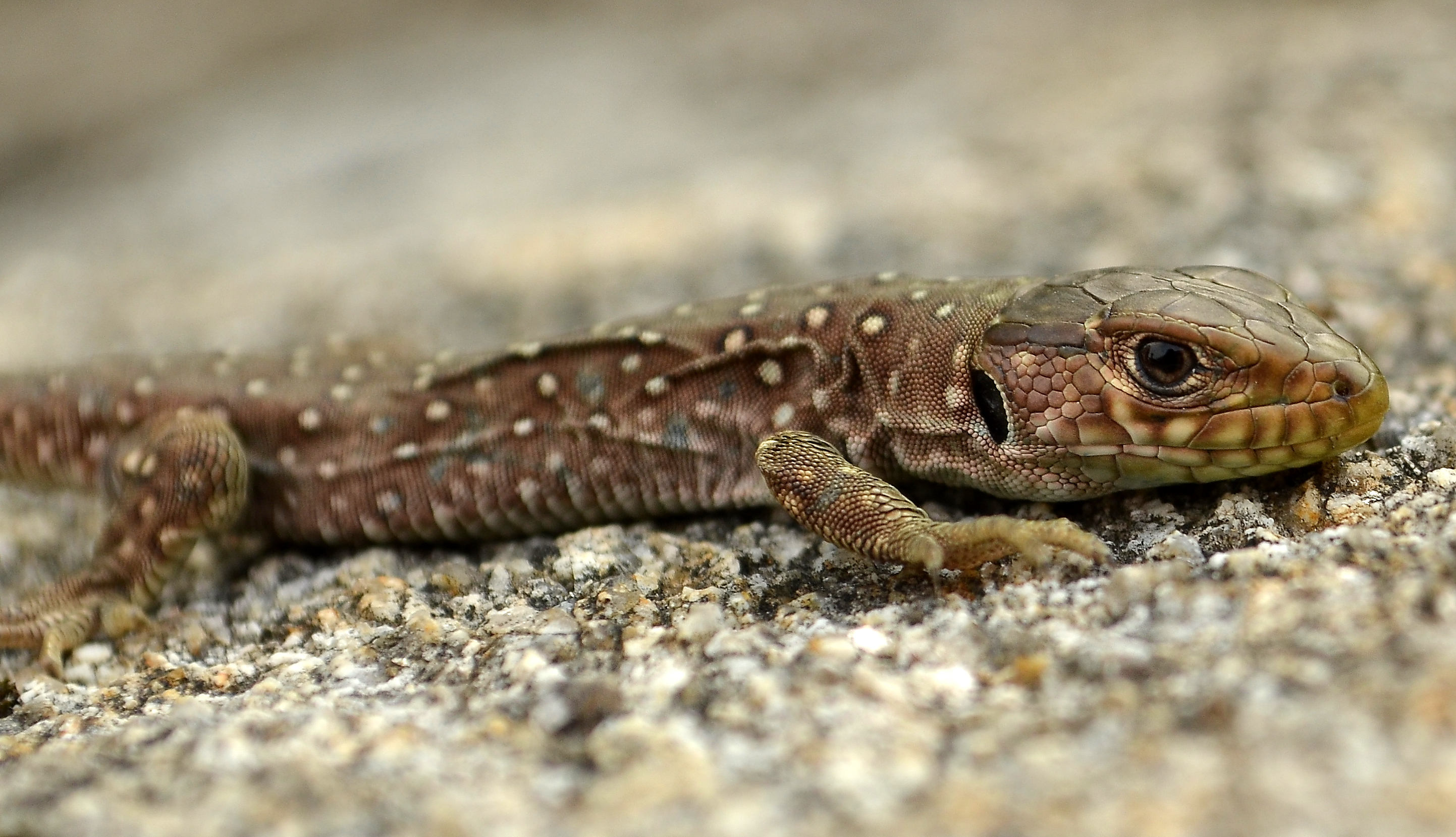
Lézard ocellé âgé de quelques jours.

La maturité sexuelle est atteinte vers l'âge de 3 ans, alors que les individus font environ 140 mm du museau au cloaque. L'accouplement a lieu d'avril à mai, période pendant laquelle les combats de mâles sont fréquents. Leur violence est remarquable. L'espèce est ovipare et les pontes sont constituées d'environ 5 à 20 œufs, selon la taille de la femelle,, déposées dans un trou de quelques centimètres de profondeur entre fin mai et début juin. Ceux-ci sont disposés sous une pierre, entre des racines ; l'incubation dure de 71 à 102 jours, selon le climat (expérience faite entre 25 et 29 °C). La femelle investit un effort considérable par rapport aux autres lacertidés pour la mise-bas. Les œufs varient fortement en diamètre selon l'humidité du milieu et la taille de la génitrice. L'éclosion a lieu entre août et octobre, l'émergence des jeunes durant de 2 à 4 jours. Les juvéniles sortis des œufs mesurent en moyenne 11 cm et pèsent environ 2,5 g. Dans certaines régions espagnoles du Sud-Est, les femelles de la sous espèce T. l. nevadensis réalisent deux pontes dans l'année quand les conditions météorologiques le permettent,,. La seconde ponte contient systématiquement moins d'œufs. Certains auteurs considèrent que la fréquence de ponte des femelles dépend chaque année des conditions climatiques et météorologiques.
Ni le mâle ni la femelle n'apportent un quelconque soin aux juvéniles sortis du couvain,, il n'y a donc aucun investissement parental mis à part la ponte en tant que telle et le choix de l'emplacement. Le cannibalisme des adultes sur les juvéniles est par ailleurs fréquent.

### Croissance
La croissance de ce reptile est particulièrement importante dans les premières années de sa vie, pour ralentir fortement dès la troisième année. Le développement s'apparente à une courbe logistique, avec des oscillations correspondant aux saisons chaudes et froides. Une étude squelettochronologique sur de nombreux échantillons d'os du fémur montre que la croissance explose lors de la première année pour les individus ayant supporté un ou deux hivers. Le ralentissement brutal de la croissance correspond, comme pour beaucoup de reptiles, à la maturité sexuelle, entre 2 ans et demi et 3 ans, soit 3 saisons d'activité.

### Longévité
En milieu naturel, les individus sont généralement tôt au tard victimes des prédateurs, du froid ou de maladies. Leur longévité atteint alors parfois 10 à 11 ans, mais rares sont ceux qui dépassent les 6 ans. L'espèce peut vivre entre 14 et 17 ans en captivité,, moins éprouvée par les facteurs climatiques et physiques ainsi que par la prédation.

### Habitude de vie

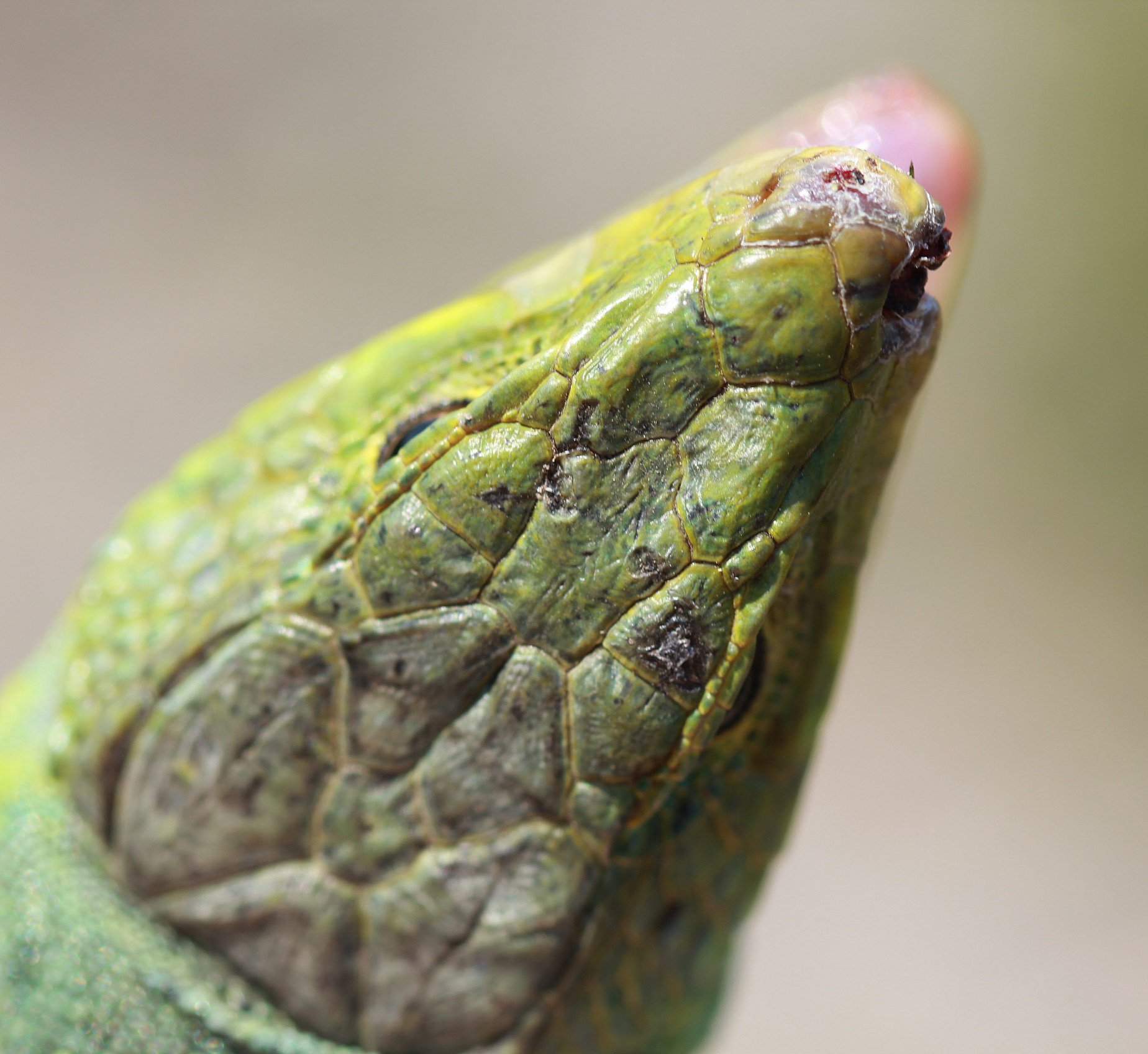
Tête d'un grand mâle présentant les cicatrices de combats passés avec ses congénères pour un territoire ou une femelle. On note par ailleurs l'absence apparente de l'œil pinéal.

Cette espèce hiverne dès l'automne en octobre jusqu'à la mi-mars. Diurne, il n'est pas rare de le voir profiter de quelques instants de chaleur lors des belles journées ensoleillées. L'ensoleillement via exposition directe aux rayons solaires et a fortiori la température jouent ainsi un rôle essentiel dans l'activité du Lézard ocellé,. Quelques auteurs font cependant mention d'activité nocturne, notamment pour la recherche de proies spécifiques, comme des coléoptères exclusivement nocturnes.
Ceci est dû au fait que le Lézard ocellé est un reptile poïkilotherme et sa température dépend pour beaucoup de celle de son environnement. Il doit ainsi sans cesse la réguler, on parle de thermorégulation. Cela passe par de nombreuses heures de solarisation pour se réchauffer. Tout au long de la journée il s'abritera et s'exposera périodiquement pour que sa température corporelle corresponde à ses exigences. Une étude montre que l'activité de l'espèce, à luminosité égale, est d'environ 98 % à une température de 24 °C et d'environ 85 % à 32 °C. Le Lézard ocellé a été observé actif à Cadix alors que la température de l'air n'excédait pas 15,6 °C et supporte comme maxima 42 °C. Lors de certaines journées ensoleillées, l'espèce a même été observée en plein bain de soleil alors que la température était de 10 °C.
Le juvénile cherchera à atteindre la température de 34 °C au cours de sa thermorégulation avant de commencer une autre activité.
La thermorégulation est l'une des activités les plus prenantes pour ce lézard, puisqu'il y consacre l'essentiel des mois de mars et avril, post-hivernation, et du mois du septembre, pré-hivernation. Il profite directement du soleil mais apprécie également se laisser aller les jambes relevées, le ventre au sol sur les chaudes dalles rocheuses calcaires, schisteuses ou granitiques constituant l'essentiel de son biotope.
L'espèce est sédentaire et ne se déplace sur de grandes distances que lors de la recherche de partenaires sexuels. Cette recherche peut se coupler à la chasse, activité qui peut également se faire à l'affût attrapant toute proie passant au-devant de l'entrée du refuge. Lors des déplacements, l'ocellé se déplace doucement, un peu à la manière d'un varan, et hume fréquemment l'air de sa langue profondément fourchue. Ces mouvements lents, continus, diffèrent de son comportement quand il est inquiété, cas dans lequel il reste immobile et est vif dans ses attaques, et ne cherche que rarement à utiliser sa langue qui reste pourtant un organe sensoriel central.Ce lézard, à l'instar de nombreux reptiles, se sert de sa langue pour l'aider à se repérer et à détecter proies et phéromones, grâce à l'organe voméro-nasal ou organe de Jacobson.

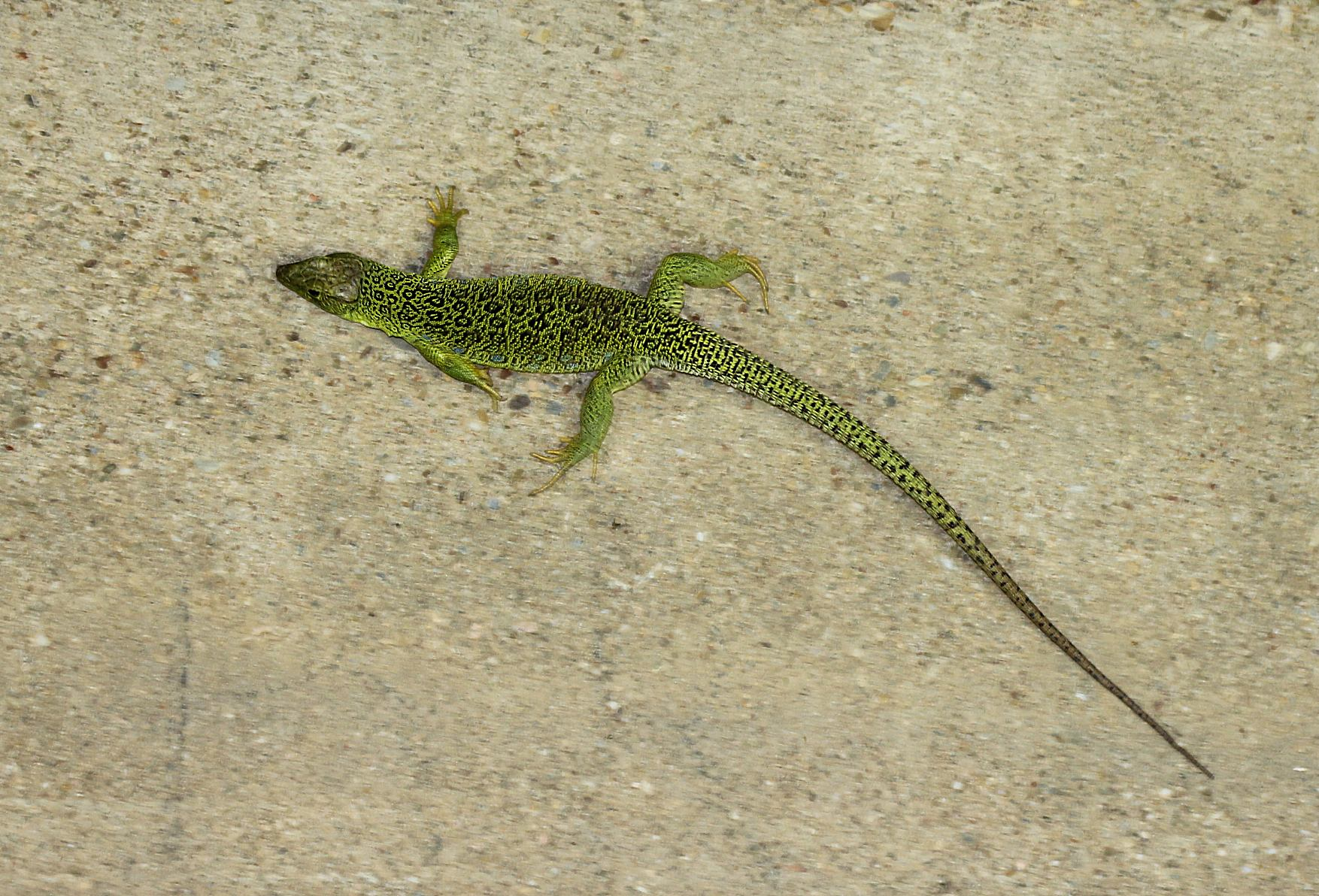
A l'instar de plus petits lézards, ils parviennent à évoluer sur des surfaces verticales, comme sur ce mur en béton.

La rencontre de mâles en période d'accouplement est synonyme de violents combats. Beaucoup de vieux individus en conservent des séquelles, notamment sur le dessus de la tête. Ceci s'explique aussi du fait que les mâles sont très territoriaux et rarement grégaires. Seule une densité de lézards très importante, sur une population insulaire ou l'absence de gîtes peut amener les mâles à être plus tolérants voire à devenir sociaux.
Il se défend en mordant, griffant et émettant des râles, sortes de sifflements sourds. Il possède également, comme beaucoup de lézards, la capacité d'autotomie, c'est-à-dire de perdre volontairement une partie de sa queue afin de fuir les prédateurs. Ainsi, de nombreux mâles ont des queues régénérées (sur 25 observations de mâles, ce fut le cas pour 22 d'entre eux). Cette capacité permet de distraire l'agresseur en lui laissant un maigre butin ou en lui échappant si celui-ci retenait le reptile par la queue.
Particulièrement farouche vis-à-vis des humains, le lézard ocellé est capable de le repérer de loin. S'il est dérangé, il cherchera à s'enfuir vers l'un de ses refuges les plus proches à grande vitesse, dans un fracas important, la queue arquée vers le ciel. Ses refuges les plus communs sont les milieux embroussaillés, les anfractuosités de la roche, les terriers. Acculé, il adoptera une posture défensive, face à l'agresseur, yeux exorbités, dressé sur ses pattes avant, bouche grande ouverte et tentera de mordre qui s'y osera. Sa morsure est sans danger, mais surprenante par la pression exercée. Agrippé, il ne lâche pas facilement prise.
Bon grimpeur, ses griffes lui permettent de s'accrocher aux arbres, aux parois rocheuses, aux murs en béton et d'évoluer assez aisément sur ces surfaces.

### Domaine vital
Le Lézard ocellé est un reptile présentant des besoins surfaciques assez grands. Des femelles de petite taille (environ 150 mm) ont été suivies via un procédé télémétrique, équipées de transmetteurs radios. Des surfaces allant de 2 800 à 5 844 m2 avec comme moyenne 3 750 m2 ont été identifiées comme étant leur domaine vital. Pour les mâles, de jeunes individus (de 122 à 175 mm) ont également été suivis selon la même méthodologie et les résultats varient de 1 424 à 22 106 m2 (11 087 m2 en moyenne). Il y a une corrélation positive entre la taille de l'individu et son domaine vital. Cet espace au sein duquel le mâle reste très territorial peut drastiquement diminuer en milieu insulaire ou très pauvrement constitué d'abris.

### Parasites
Peu d'espèces parasitent le Lézard ocellé. Sur cette liste exiguë, toutes semblent en équilibre dans la relation hôte-parasite au sein d'individus non immunodéficients. Les parasites appartiennent à différentes familles :
- Protozoaires : observation de Lankesterella millani dans des formes adultes des contreforts de la Sierra Nevada[76]. Une hémogrégarine a une prévalence de 71,7 % au sein d'une population adulte de Lézards ocellés situés à Campo Azálvaro en Espagne. Le taux de parasitisme est positivement corrélé à l'âge de l'individu[77].
- Trématodes : plusieurs auteurs indiquent la présence du trématode Plagiorchis molini chez plusieurs individus[78],[79] bien que le pouvoir pathogène de ces Helminthes chez les Lacertidés est considéré comme faible ou nul[80].
- Cestodes : le Lézard ocellé serait un hôte intermédiaire des cestodes du genre Mesocestoides[80], dont le cycle intègre également des prédateurs du lézard comme hôte, à savoir des rapaces.
- Nématodes : les genres Parapharyngodon et Spauligodon ont été détectés dans le cæcum du Lézard ocellé[79]. Des larves enkystées du genre Acuaria ont également été décelées dans les mésentères de l'intestin de Lézards ocellés peuplant Valence[81]. La quantité de ces parasites reste faible chez la plupart des sujets avec peu ou pas d'impact observé sur leur santé[79],[11].
- Arthropodes : des acariens du genre Ophionysus peuvent créer de graves problèmes d'anémie chez les Lacertidés, surtout en captivité[80]. En outre, ces acariens peuvent agir comme un vecteur de certaines hémogrégarines. Des tiques parasitent également le Lézard ocellé.

### Prédateurs

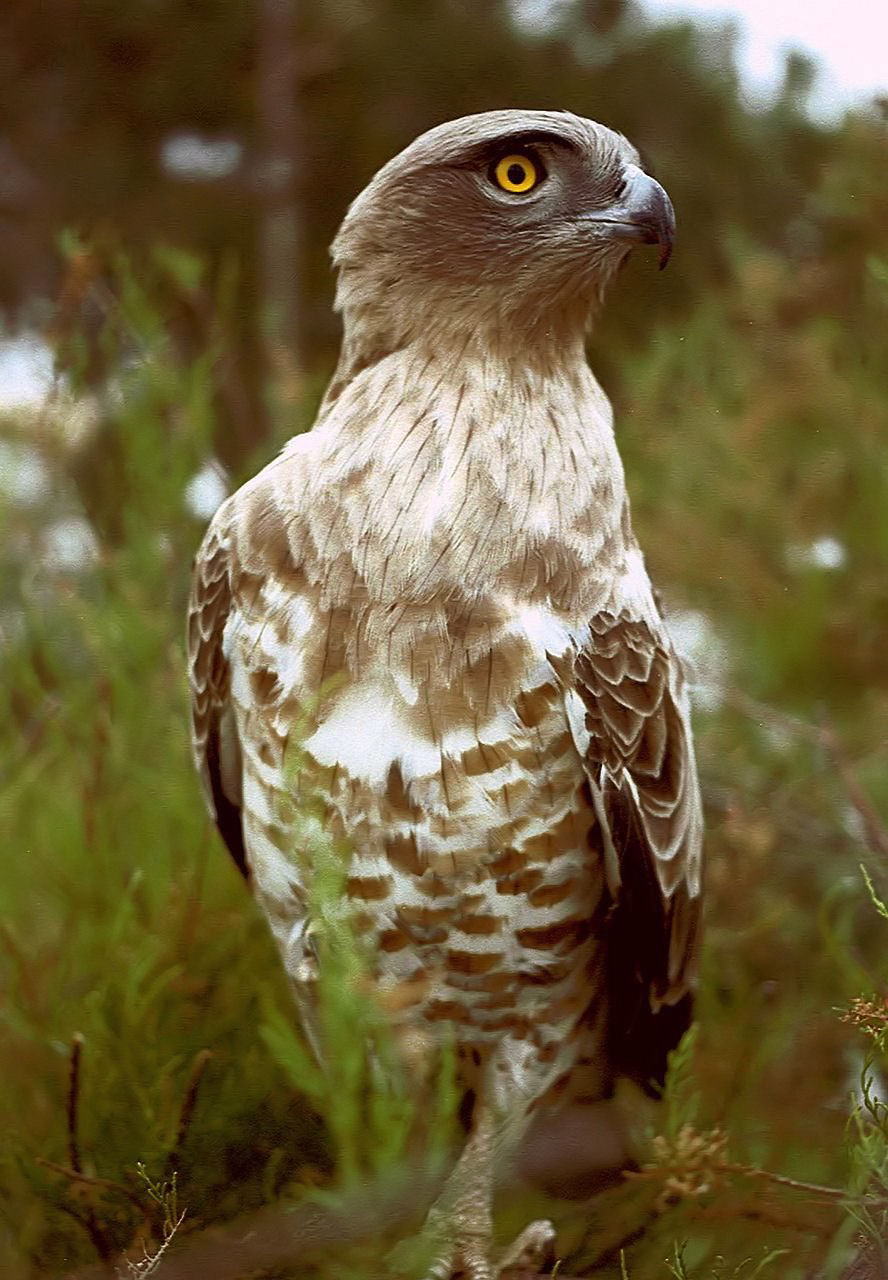
Le Circaète Jean-le-Blanc est un des nombreux prédateurs du Lézard ocellé.

De nombreux prédateurs menacent le Lézard ocellé. Les œufs sont les plus fragiles et de nombreux juvéniles ne survivent pas au premier hiver. Mais même adulte et malgré sa taille, il reste menacé par un des nombreux grands prédateurs qui partagent son milieu.
Au sein de son habitat naturel, le plus grand prédateur du Lézard ocellé est certainement la Couleuvre de Montpellier, qui vit dans les mêmes milieux que lui et sur lequel elle fonde son alimentation,,. Un cas exceptionnel de prédation par une Couleuvre vipérine est mentionné. Au printemps, après l'éclosion des couvées les juvéniles de Lézard ocellé peuvent également rentrer dans une part de l'alimentation des adultes.
Les oiseaux et notamment les rapaces exercent également une forte pression sur le Lézard ocellé. On peut citer le Milan noir, l'Aigle botté, le Circaète Jean-le-Blanc, l'Aigle de Bonelli, le Milan royal, le Vautour percnoptère, l'Autour des palombes, l'Aigle royal et la Buse variable,. La découverte de restes osseux au sein d'un nid de Hibou grand-duc, rapace nocturne, participe à montrer l'activité non exclusivement diurne du Lézard ocellé.
Il a également été démontré que le Lézard ocellé entre dans le régime alimentaire de mammifères. C'est le cas en Espagne avec les mangoustes, le Lynx pardelle, le Putois et la Fouine, cette dernière pouvant également chasser le Lézard ocellé en France en compagnie de l'Hermine et de la Genette. Enfin, des espèces opportunistes comme le Sanglier et les rats peuvent consommer les œufs.
Les animaux domestiques sont également des prédateurs du Lézard ocellé, et cela de façon toute particulière à proximité urbaine. C'est le cas des chiens et des chats. Il est probable que les chats exercent ainsi un impact lourd sur les lézards. Les juvéniles seraient tout particulièrement exposés, ce qui est dommageable pour le Lézard ocellé car très fragile à ce stade. En outre, la réduction des habitats naturels des reptiles par l'avancée urbaine augmente d'autant plus la pression de prédation des animaux domestiques.

## Liste des sous-espèces
| Répartition des différentes sous-espèces vers 2004-2005, | - T. l. lepidus - T. l. nevadensis - T. l. ibericus - T. l. oteroorum |

Selon The Reptile Database (24 mars 2013) le Lézard ocellé se scinde en quatre sous-espèces :
Les variations infraspécifiques résident dans leur taille moyenne, leur couleur générale et leur denture :
- Timon lepidus lepidus (Daudin, 1802), la sous-espèce type, se trouve dans le centre, le Sud-Ouest et le Nord-Est de la péninsule Ibérique, dans le sud de la France et le Nord-Est de l'Italie ;
- Timon lepidus ibericus (López-Seoane, 1884), vit en Galice, dans le nord du Portugal, l'Ouest de León, le Nord-Ouest de la Zamora et dans les Asturies occidentales. Ils se distinguent par leur petite taille, leurs dents petites et régulières devenant de plus en plus grandes et irrégulières dans le sud-est de leur distribution[13] ;
- Timon lepidus nevadensis (Buchholz, 1963) peuple le Sud-Est de la péninsule Ibérique et pourrait représenter une espèce à part entière[92], mais de nombreux indices plaident en faveur du statut de sous-espèce[93],[94]. Il est globalement plus terne que la sous-espèce type, avec des tons plus grisâtres, des ocelles moins nombreux, des taches bleues réduites et le ventre blanchâtre. Ils ont la tête plus pointue, et moins d'écailles ventrales[13] ;
- Timon lepidus oteroorum (Castroviejo & Mateo, 1998) est endémique de l'île de Sálvora en Galice, Espagne.

## Taxinomie

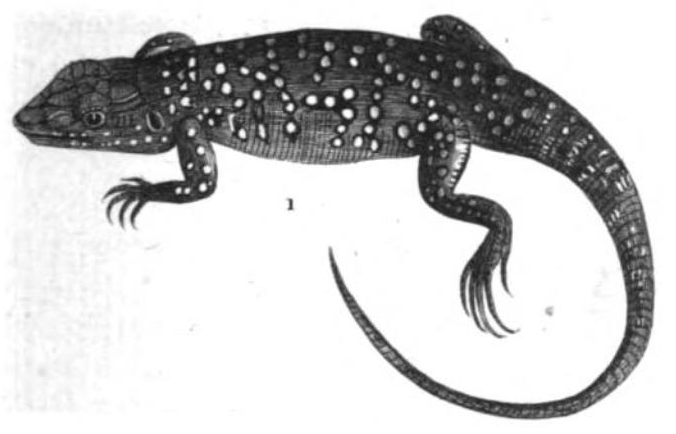
Gravure du lézard ocellé juvénile, alors nommé « lézard gentil du Languedoc » par François Marie Daudin.

Le Lézard ocellé a été décrit pour la première fois par François Marie Daudin en 1802 sous l'épithète « Lézard gentil du Languedoc » et du nom scientifique Lacerta lepida. Le zoologiste justifiait ce nom du fait de sa forme et des couleurs qu'il trouvait très agréables qui ornent son corps. L'exemplaire montpelliérain qu'il a étudié était un juvénile, au vu de la description et des mensurations qu'il lui a porté.
L'espèce est restée ainsi décrite au sein du genre Lacerta plus de 200 ans. De nombreux auteurs ont néanmoins considéré que le taxon s'apparentait davantage au genre Timon,,,,,, ce dernier regroupant les autres espèces du complexe lepida, en compagnie de l'espèce anatolico-iranienne Timon princeps. La création de ce genre permet de regrouper l'ensemble des lézards ocellés. Ce changement taxinomique validé par la classification récente ne reste néanmoins pas retenu pour quelques auteurs qui maintiennent l'espèce au sein du genre Lacerta,. Les modèles phylogénétiques soutenant cette proposition restent en effet jugés insuffisants.

## L'espèce et les humains

### Menaces

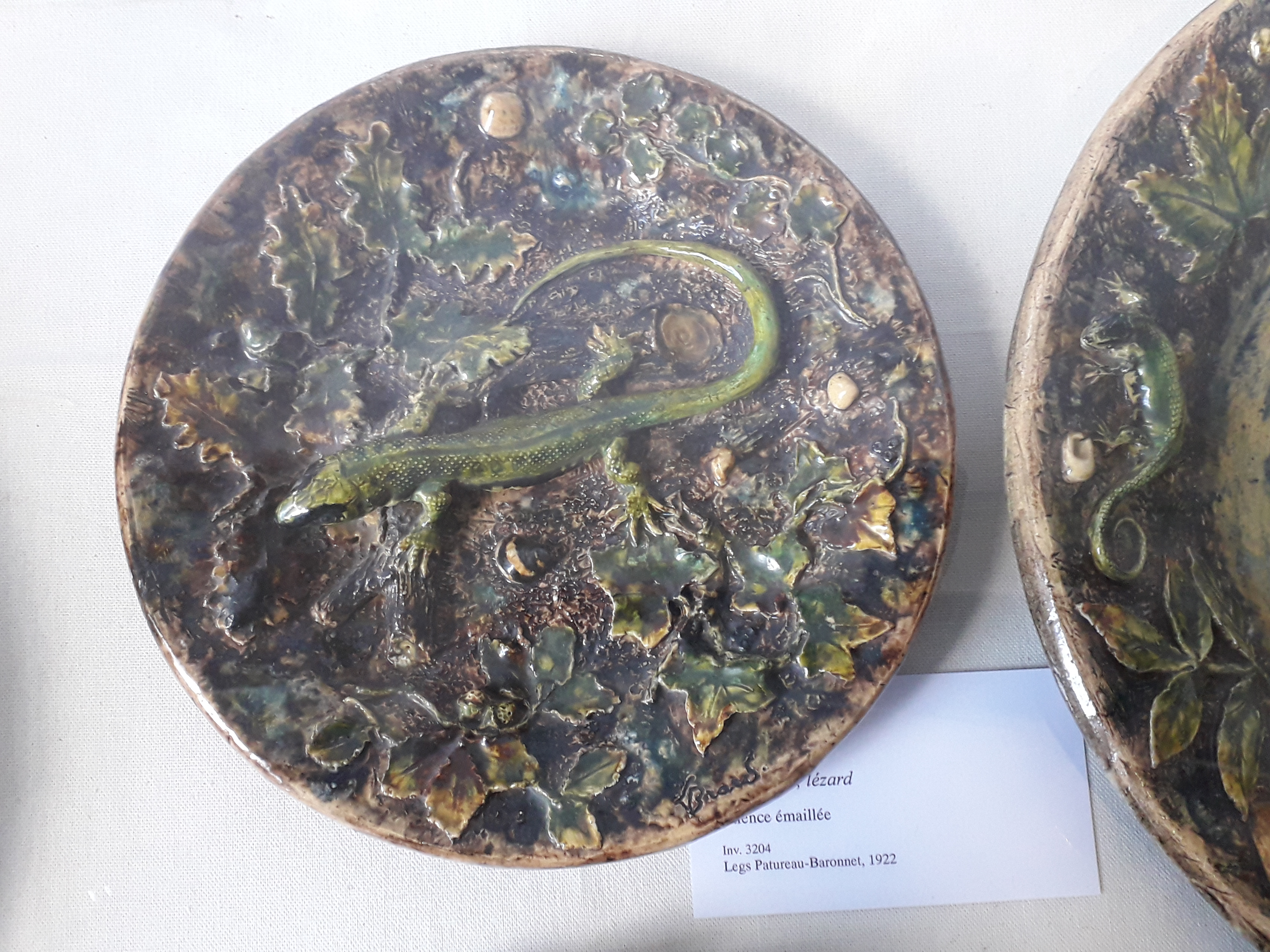
Plat bestiaire avec lézard sculpté, faïence émaillée, sans date (sans doute XIXe siècle), nom de l'artiste illisible. Musée Bertrand (Châteauroux, Indre). L'écaillure de la tête et les motifs arrondis font penser qu'il s'agit bien du Lézard ocellé. Peut-être y en avait-il dans l'Indre au XIXe siècle.

Cette espèce est en forte régression en France et en Europe ces dernières années. Le Lézard ocellé fait partie des sept espèces de reptiles menacées d'extinction en France, sur les 37 répertoriées en 2009. La fragmentation des populations du Lézard ocellé en bordure de son aire de répartition est caractéristique de sa phase de déclin, comme cela a été montré en Ligurie,. Plus de sept populations isolées sont ainsi considérées comme éteintes en France, auxquelles au moins trois autres peuvent s'ajouter sous réserve de confirmation. Le déclin des populations françaises en particulier, mis en évidence grâce aux différentes études menées, justifie la mise en place de mesures de conservation. L'élaboration d'un Plan National d'Action (PNA) dédié au Lézard ocellé est d'ailleurs en cours sur la période 2011 à 2015.
Les raisons principales invoquées sont la fragmentation et la disparition de ses habitats de vie, venant principalement du fait de l'urbanisation, la reforestation et de l'abandon progressif des pâturages extensifs, mais aussi de la capture intentionnelle. Il a en effet été montré sur des populations de l'Ouest de la France que l'évolution des paysages par la reforestation et la fermeture des milieux est une cause du déclin du Lézard ocellé.
La grande dépendance du Lézard ocellé aux terriers de Lapin de garenne dans certaines régions explique que la chute d'effectif des Lagomorphes à cause de la myxomatose ou d'autres maladies virales puisse être une raison de son déclin. Le même auteur avance aussi que le déclin dans cette région s'explique potentiellement du fait que les rapaces se sont rabattus sur les dernières grandes proies après les lapins aux environs du parc national de Doñana, soit les Lézards ocellés.
Dans la plaine de la Crau, il a été mis en évidence que les traitements antiparasitaires sur les ovins jouent un rôle négatif dans la dynamique de population du Lézard ocellé : en effet, les Coléoptères coprophages, mets important de son régime alimentaire, ne représentent plus que 2 % de son alimentation. Ces derniers ont été décimés par l'ivermectine, vermifuge administré aux moutons, alors même que les doses étaient plutôt faibles. La population du reptile a ainsi régressé de 225 à 2 individus au sein d'un champ témoin.
Une part importante des lézards vivant au plus près des espaces urbains souffrent de la pression de chasse humaine, comme de celle des chats et des chiens errants.
Enfin, un dernier facteur de menaces est constitué par les captures intentionnelles. Ces captures sont même considérées, à l'échelle de la population européenne, comme étant la cause principale de la régression des effectifs de l'espèce,. Plusieurs types de prélèvements sont connus :
- La collection scientifique : le Lézard ocellé est souvent considéré comme le plus beau des sauriens, aux couleurs vives et contrastées, sa grande taille faisait qu'il était souvent au centre même des collections. Il est élevé dans de nombreux pays comme au Québec ou aux États-Unis.
- Les terrariophiles l'appréciaient tout particulièrement jusqu'à la fin du XIXe siècle pour les mêmes raisons ainsi que pour sa relative facilité d'élevage.
- La gastronomie traditionnelle espagnole: un plat régional de l'Estrémadure le met à l'honneur. Dans cette région on préparait le « lagarto guisado », un plat fait avec des rondelles de lézard frites et cuites ensuite dans un ragoût de tomate et oignons à petit feu[111],[112],[113]. Sa consommation reste peu répandue et relève davantage d'une tradition passée[114].
- Les captures commerciales, pour sa revente aux particuliers ou aux scientifiques.

### Statut de protection et de conservation
Comme tous les reptiles indigènes de France, le Lézard ocellé est protégé par la réglementation française. Il est cité à l'article 3 de l'arrêté du 19 novembre 2007 fixant les listes des amphibiens et des reptiles protégés sur l'ensemble du territoire et les modalités de leur protection. Il est également cité à l'annexe II de la convention de Berne. De ce fait il est donc interdit de le détruire, le mutiler, le capturer ou l'enlever, de le perturber intentionnellement ou de le naturaliser, ainsi que de détruire ou enlever les œufs et les nids et de détruire, altérer ou dégrader leur milieu. Qu'il soit vivant ou mort, il est aussi interdit de le transporter, colporter, de l'utiliser, de le détenir, de le vendre ou de l'acheter,.
Le statut de protection de l'espèce, étant issu de la transcription nationale des directives européennes se retrouve également dans les pays limitrophes comme le Portugal, l'Espagne et l'Italie (via une loi régionale), pays où le Lézard ocellé est présent naturellement. Il est donc également intégralement protégé dans ces pays.
Le Lézard ocellé est considéré comme « quasi menacé » (NT) sur la liste rouge mondiale de l'UICN au niveau européen (2011) et « vulnérable » (VU) sur la liste rouge française (Critère A4ac, 2008).
| Pays     | Sous-espèces     | Statut UICN de la population            | Statut UICN national                    | Statut UICN international |
| -------- | ---------------- | --------------------------------------- | --------------------------------------- | ------------------------- |
| France   | T. l. lepidus    | (VU)                                    | (VU)                                    | (NT)                      |
| Espagne  | T. l. lepidus    | (LC)                                    | (LC)                                    | (NT)                      |
| Espagne  | T. l. nevadensis | (NT)                                    | (LC)                                    | (NT)                      |
| Espagne  | T. l. iberica    | (NT)                                    | (LC)                                    | (NT)                      |
| Espagne  | T. l. oteroorom  | , moins de 10 000 individus             | (LC)                                    | (NT)                      |
| Italie   | T. l. lepidus    | Proche de l'extinction                  | Proche de l'extinction                  | (NT)                      |
| Portugal | T. l. lepidus    | Communes, de 10 000 à 100 000 individus | Communes, de 10 000 à 100 000 individus | (NT)                      |
| Portugal | T. l. iberica    | Communes, de 10 000 à 100 000 individus | Communes, de 10 000 à 100 000 individus | (NT)                      |

### Croyances
Beaucoup sont celles qui caractérisent le Lézard ocellé comme un animal pouvant dépasser le mètre et s'agrippant au cou des vignerons qu'ils attaquent vilement. D'une part, les mentions en Espagne de Lézard ocellé dont la taille va au-delà de 90 cm sont rares et douteuses, et l'animal est particulièrement craintif face aux humains et n'attaque qu'en dernier recours. D'autre part, sa morsure est presque indolore.
D'autres croyances le faisaient passer pour un lézard qui s'attaquait aux femmes se soulageant en basse campagne, d'autant plus si elles avaient leurs règles. D'où l'appréciation de cette espèce en Espagne comme dangereuse, bien sûr à tort.

### Animal de compagnie
Le Lézard ocellé est apprécié en tant que nouvel animal de compagnie (NAC) dans certains pays où sa détention est autorisée, notamment en Angleterre et aux États-Unis.
L'intérêt porté à cet animal se traduit par les nombreuses publications allemandes relatant du terrarium approprié,,, détaillant les caractéristiques de l'éclairage,,,, précisant les conditions de température et d'humidité optimales, les conseils d'installation (substrat, décoration, fonctionnement, etc.),,, la nourriture appropriée (notamment en compléments vitaminiques),,, et des conseils généraux concernant l'élevage en captivité,,,,.

### Philatélie
Bien qu'il ne vive pas dans ce pays, le Lézard ocellé figure sur un timbre du Burkina Faso daté de 1985.

## Publications originales
- Buchholz, 1963 : Die Perleideschse der Sierra Nevada (Reptilia : Lacertidae). Bonner Zoologische Beiträge, vol. 14, no 1/2, p. 151-156 (texte intégral).
- (es) Javier Castroviejo et José Antonio Mateo, « Una nueva subespecie de Lacerta lepida Daudin 1802 (Sauria, Lacertidae) para la Isla de Salvora (Espana) », Publicaciones de la Asociación Amigos de Doñana, vol. 12,‎ 1998, p. 1-21
- Daudin, 1802 : Histoire Naturelle, Générale et Particulière des Reptiles; ouvrage faisant suit à l'Histoire naturelle générale et particulière, composée par Leclerc de Buffon; et rédigee par C.S. Sonnini, membre de plusieurs sociétés savantes. vol. 3, F. Dufart, Paris, p. 1-452 (texte intégral).
- Seoane, 1885 1884 : Identidad de Lacerta schreiberi (Bedriaga) y Lacerta viridis var. Gadovii (BOULENGER), é investigaciones herpetologicas de Galicia. La Coruña, p. 1-19 (texte intégral).

## Galerie

Photographies de Lézards ocellés
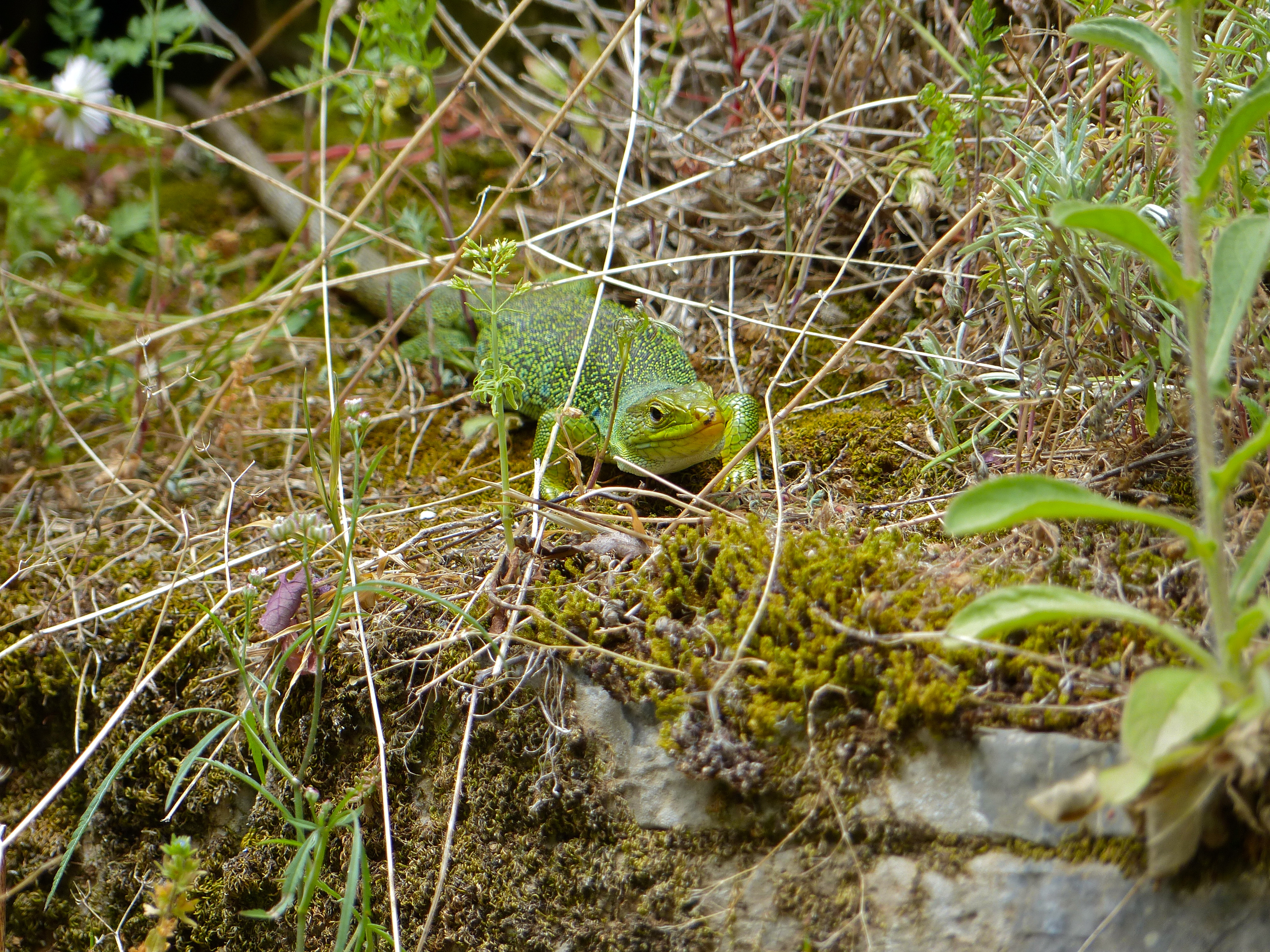
Lézard ocellé ♀ (Parc national des Picos de Europa, Espagne)
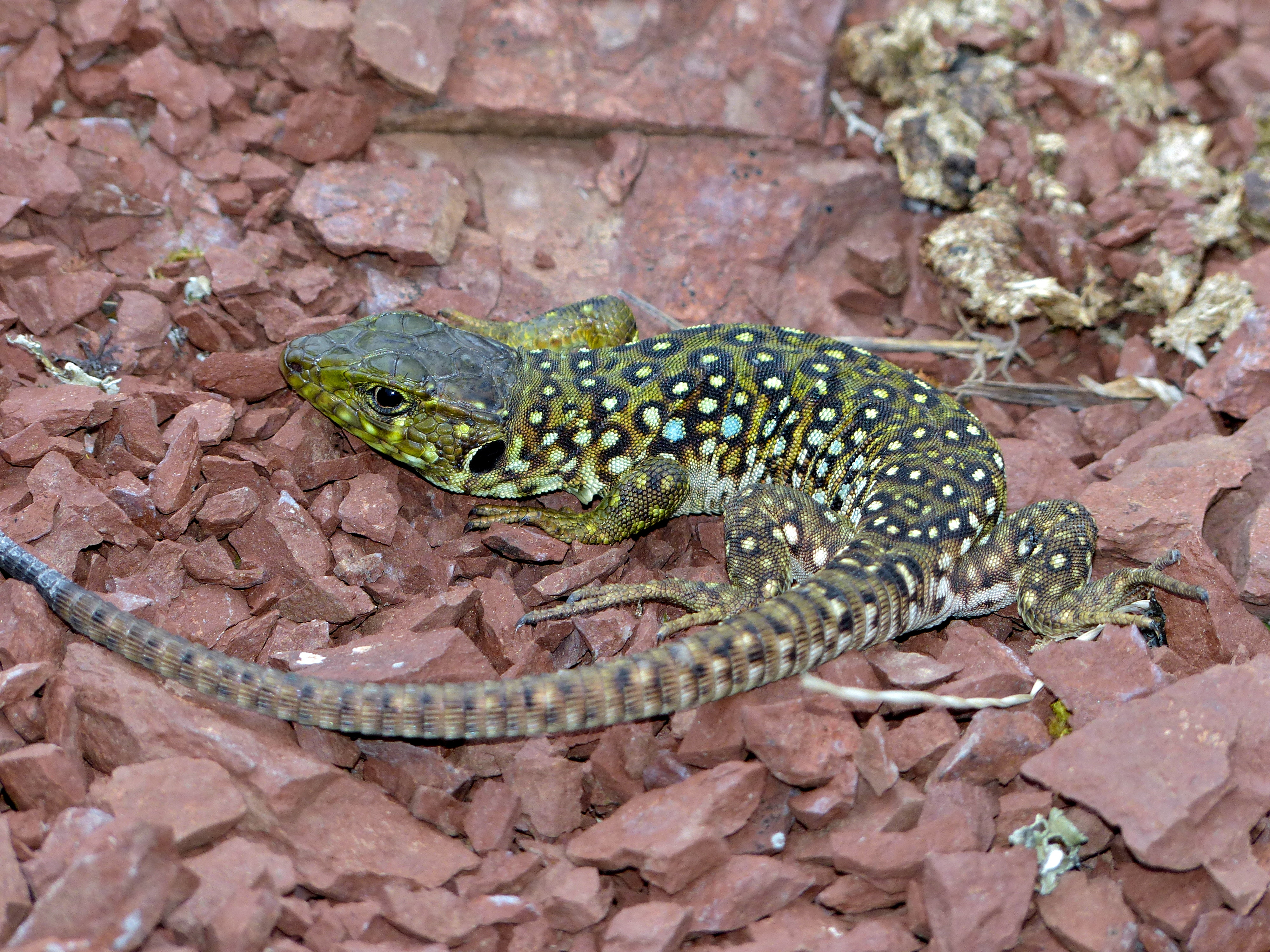
Juvénile (Hérault, France)
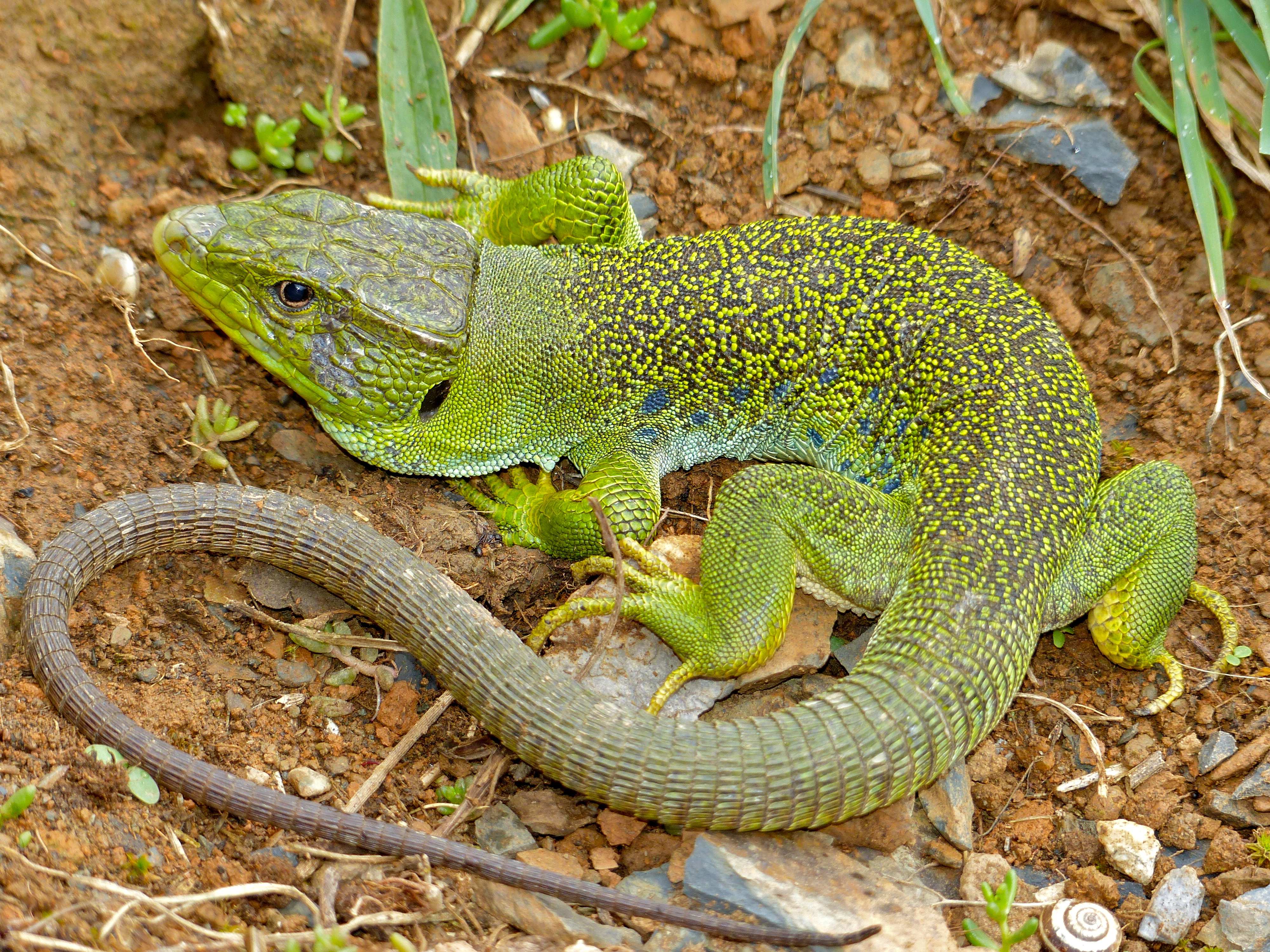
Lézard ocellé ♂ (Cantabrie, Espagne)
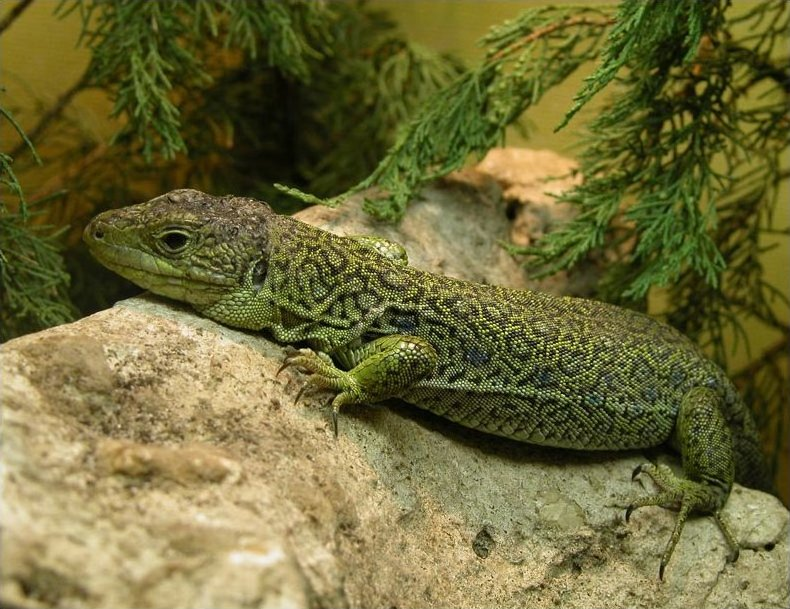
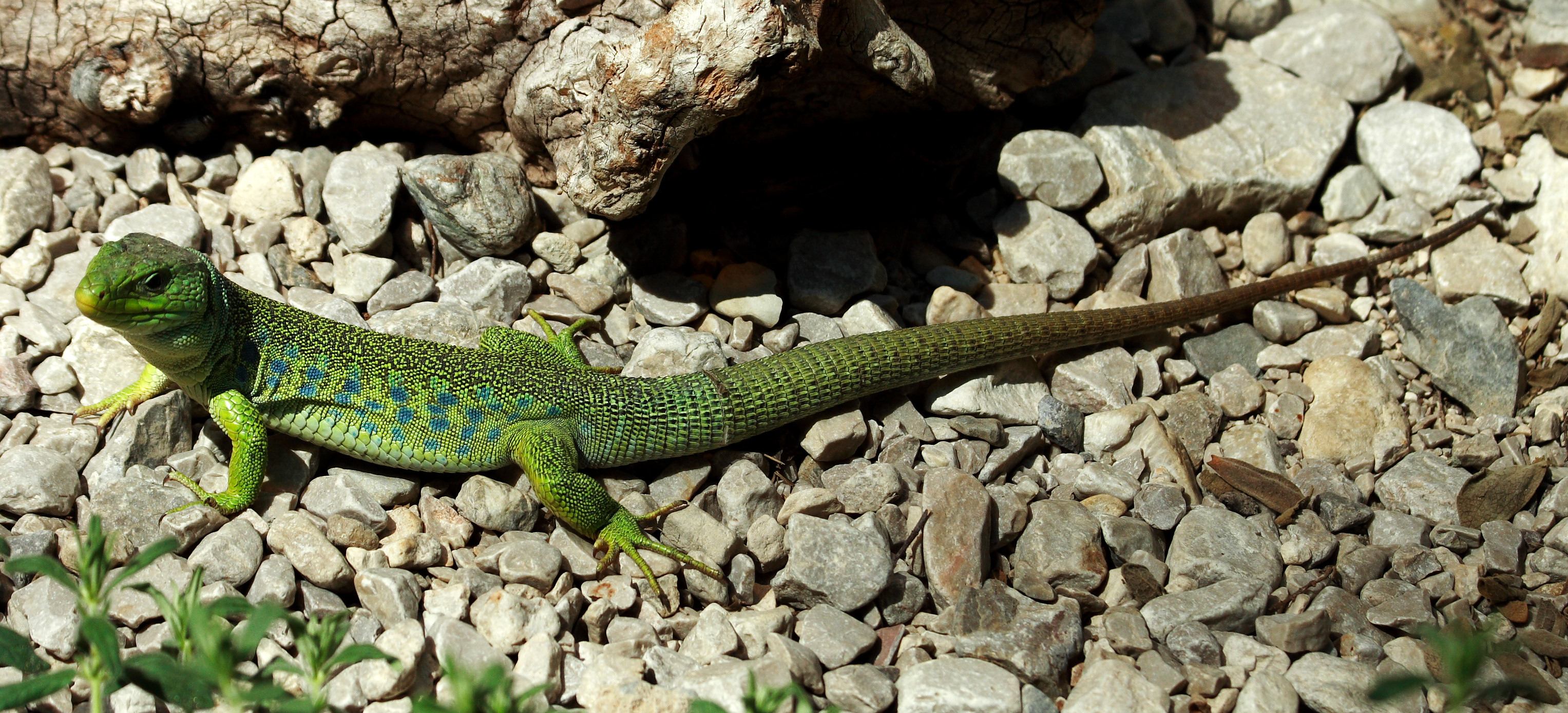
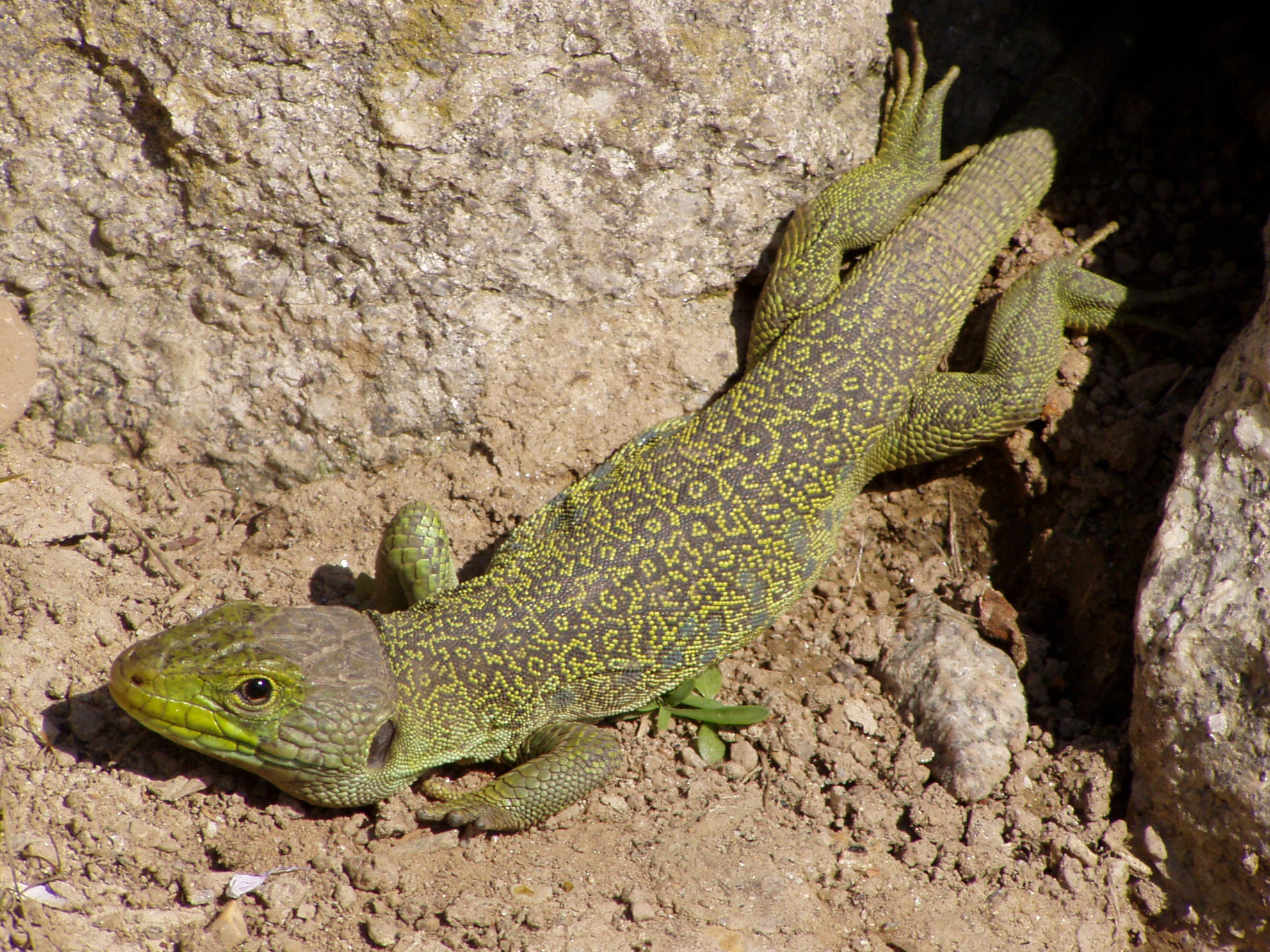
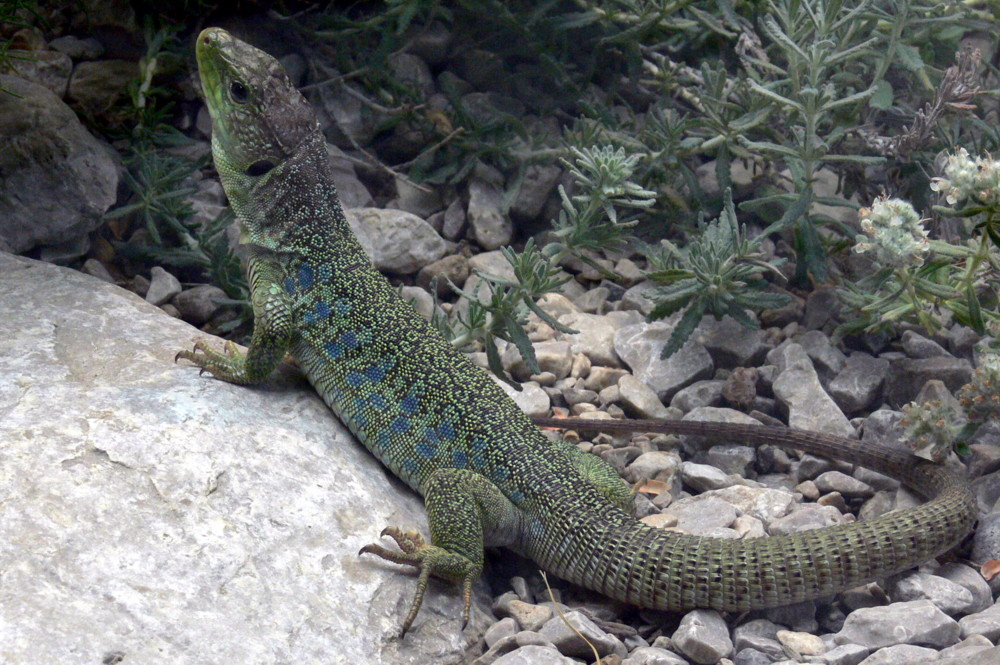
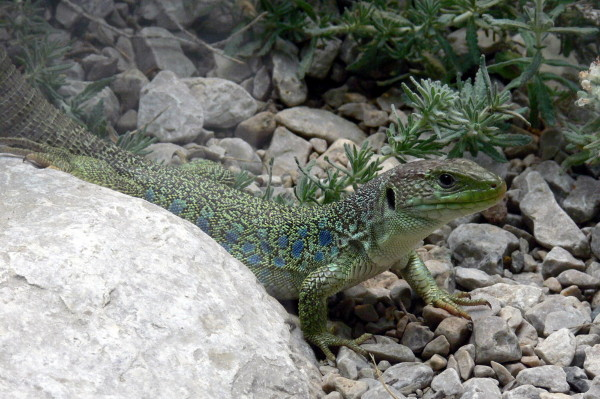
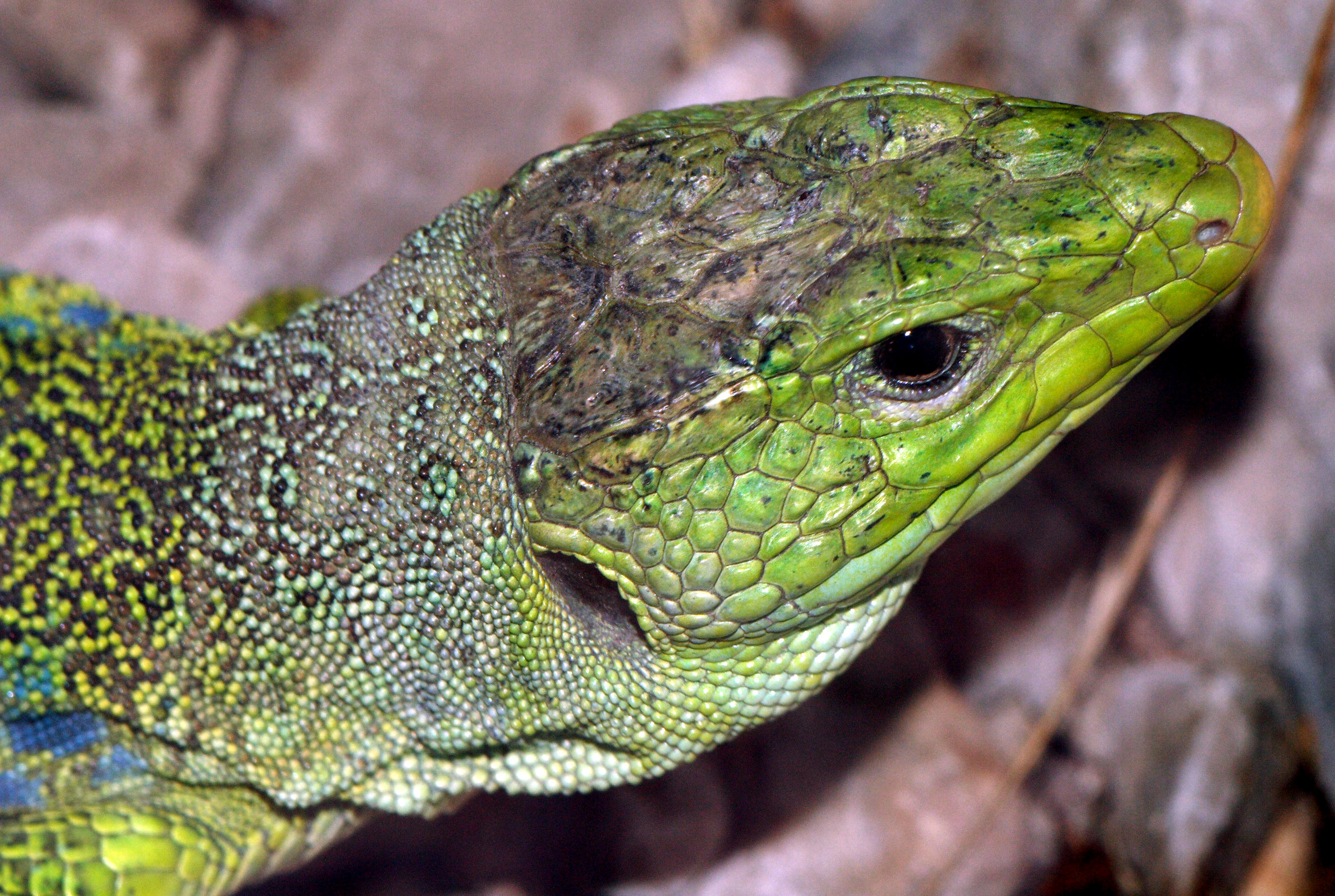
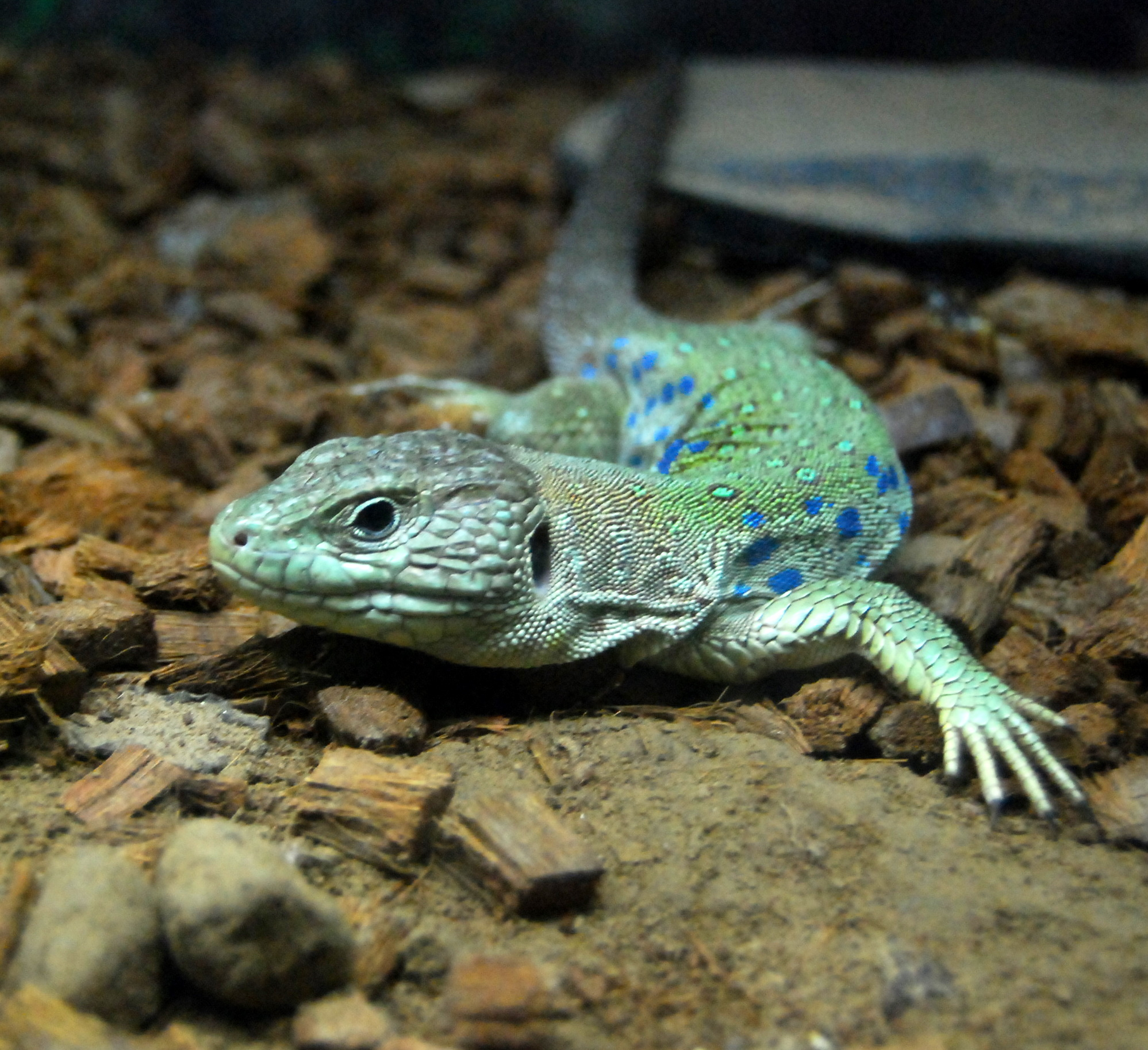
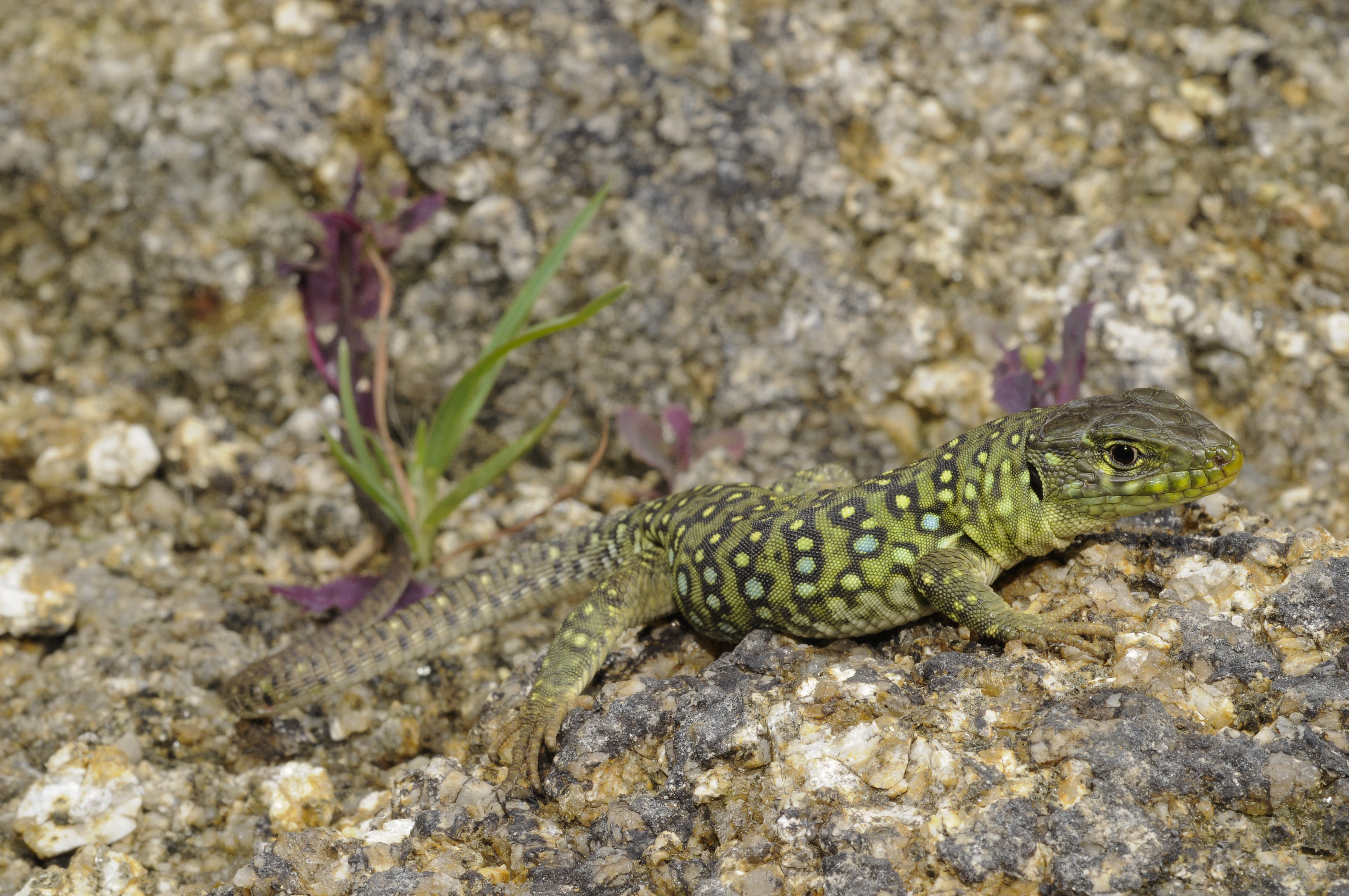
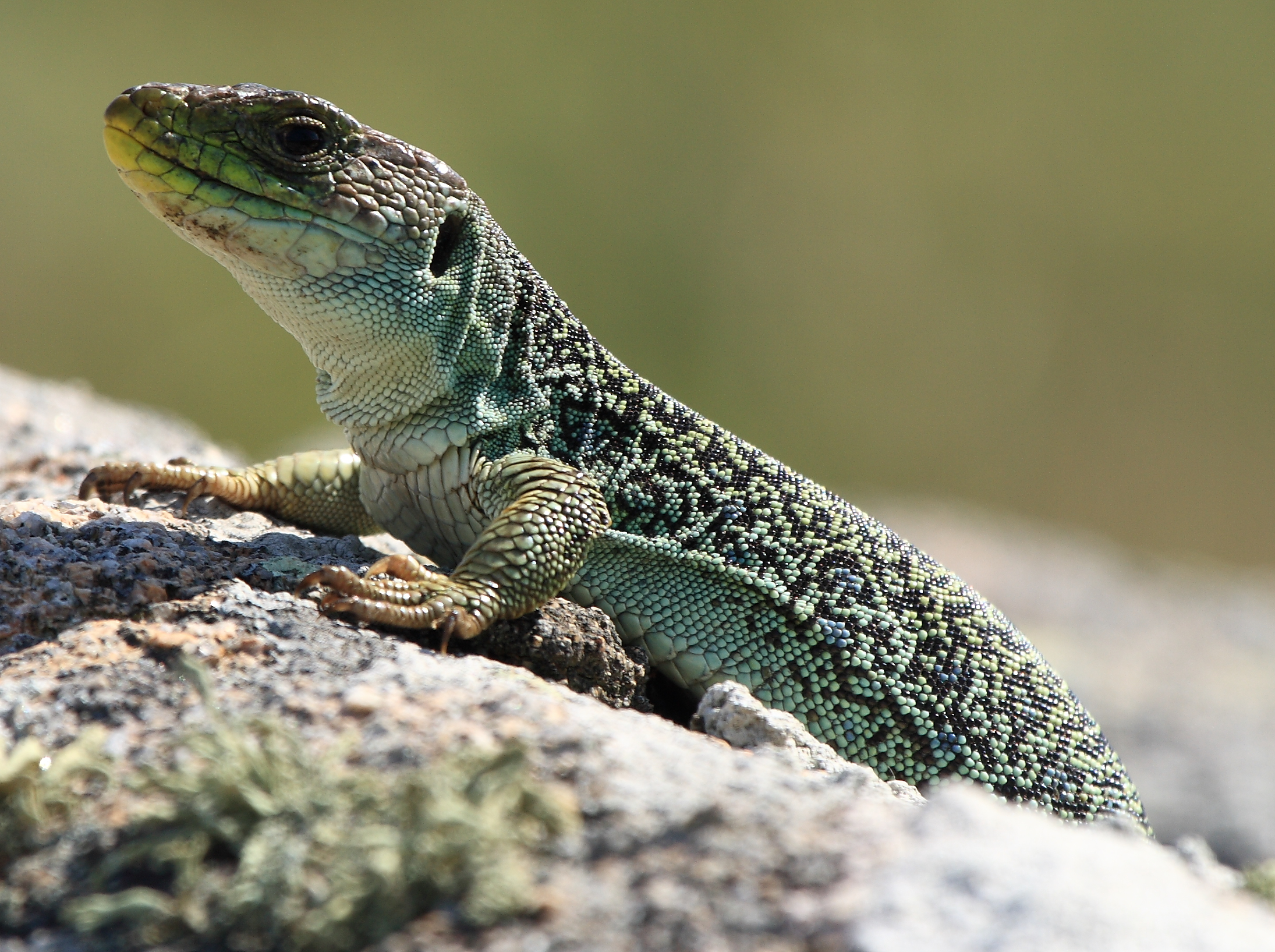
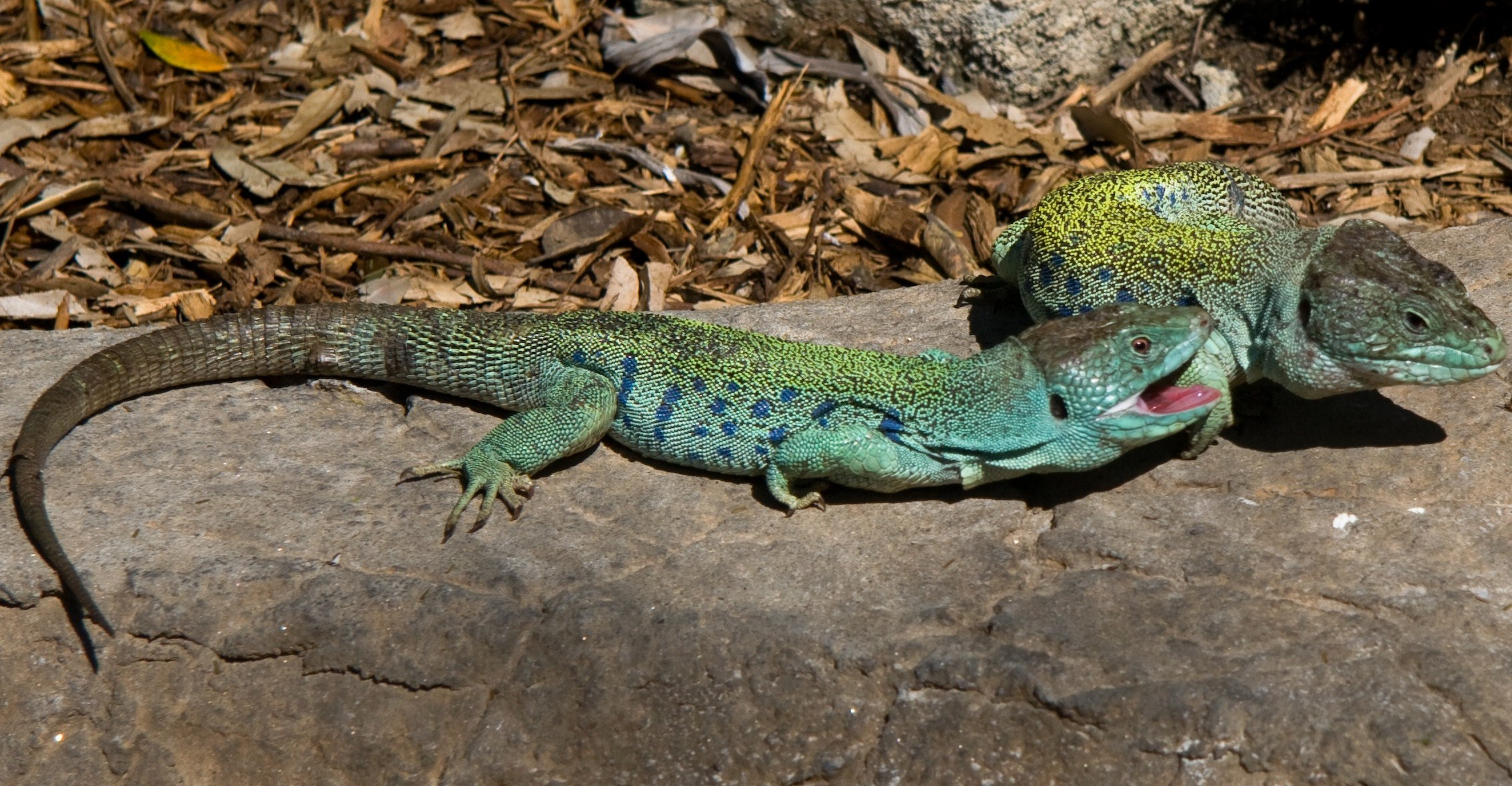
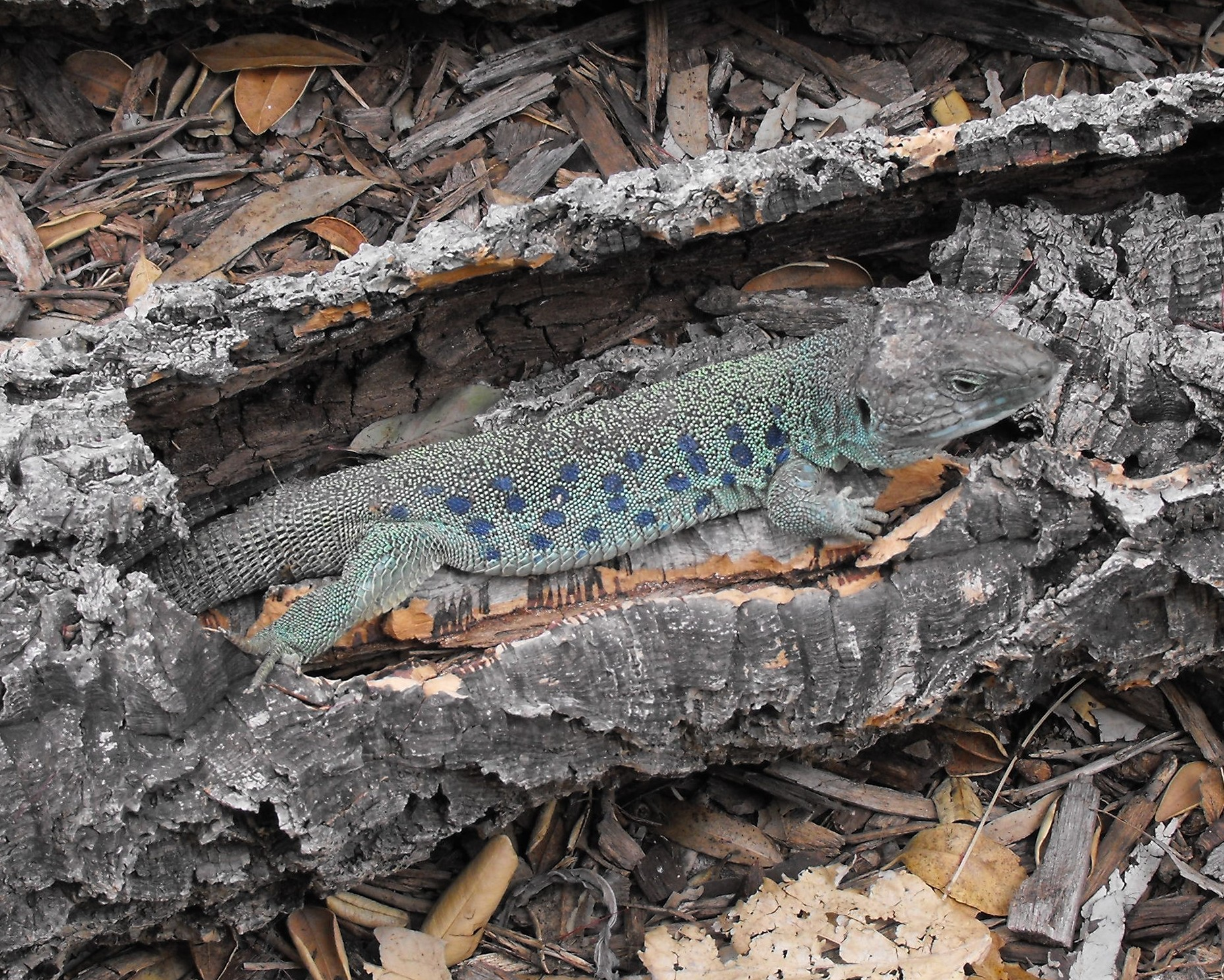
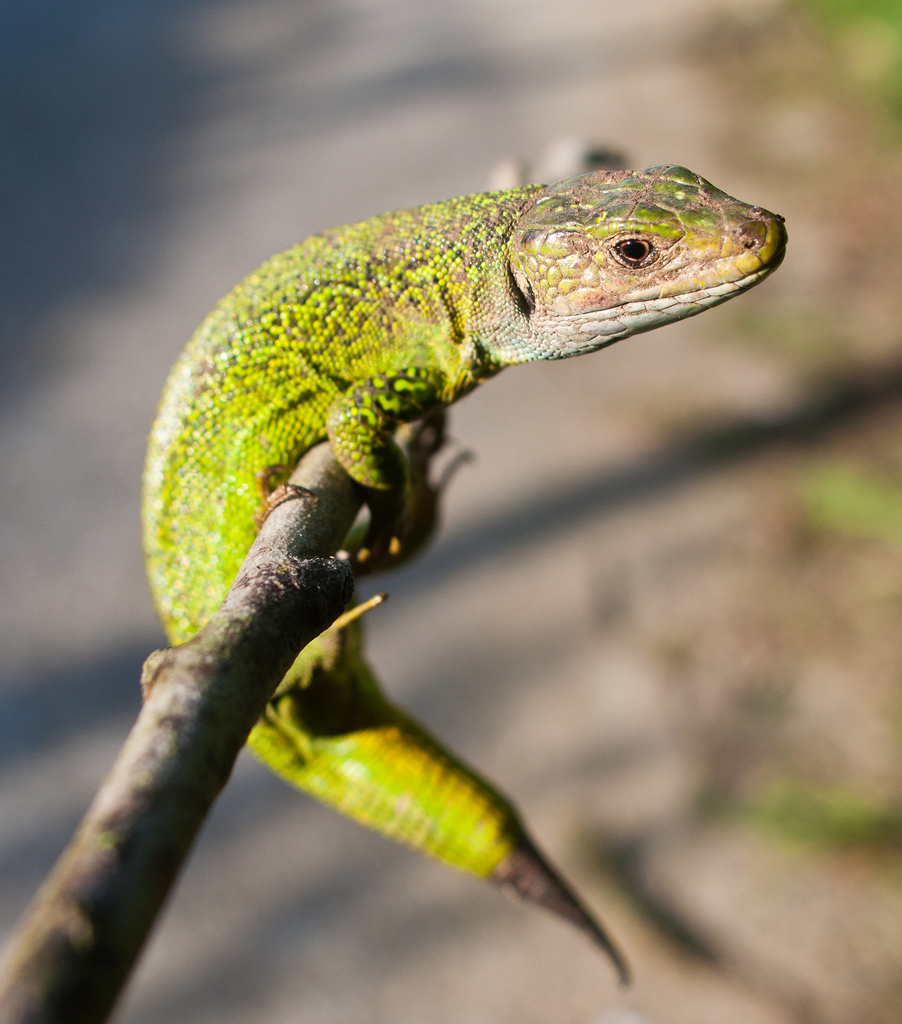
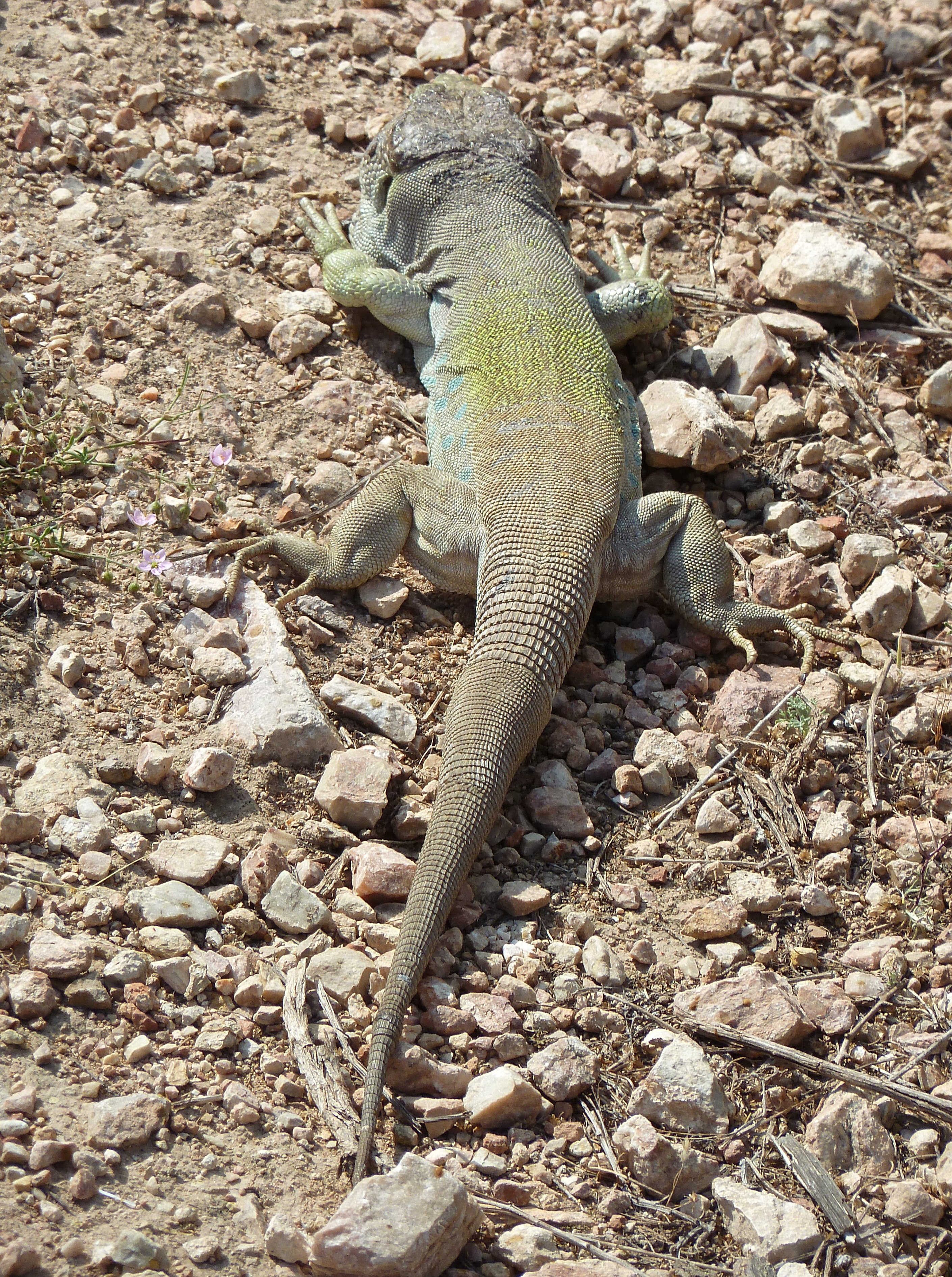
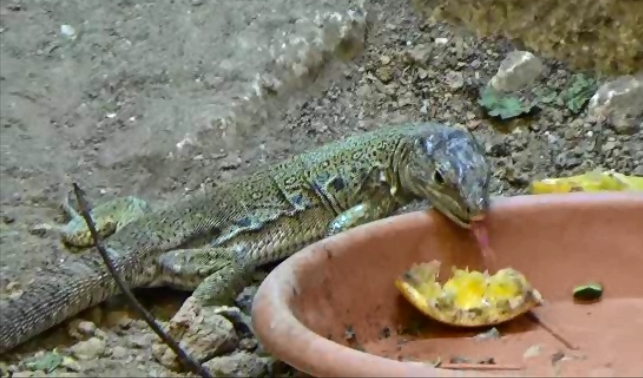
Timon lepidus - Parc zoologique de Paris
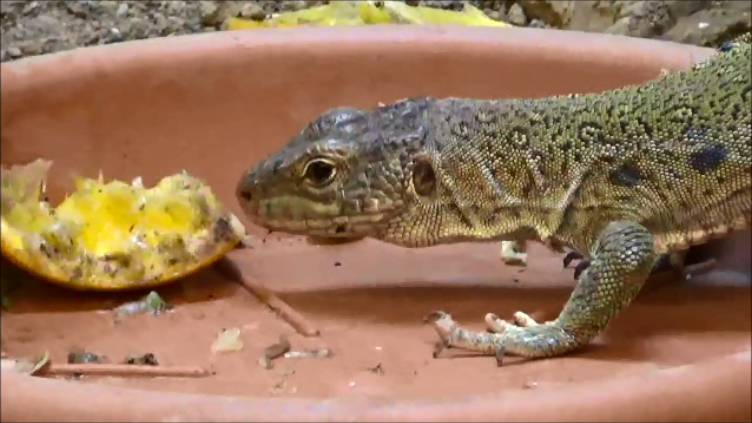
Timon lepidus - Parc zoologique de Paris - dans la gamelle
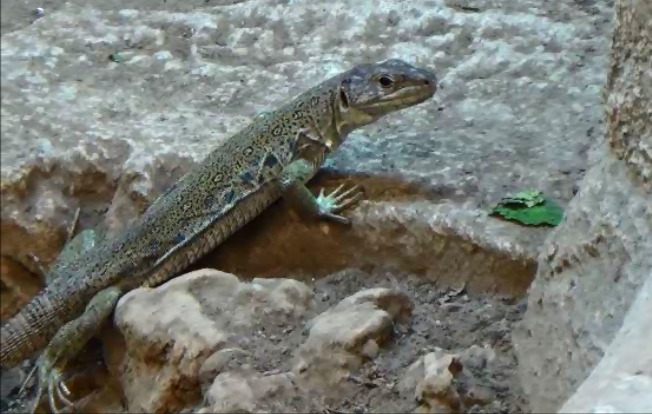
Timon lepidus - Parc zoologique de Paris - en promenade
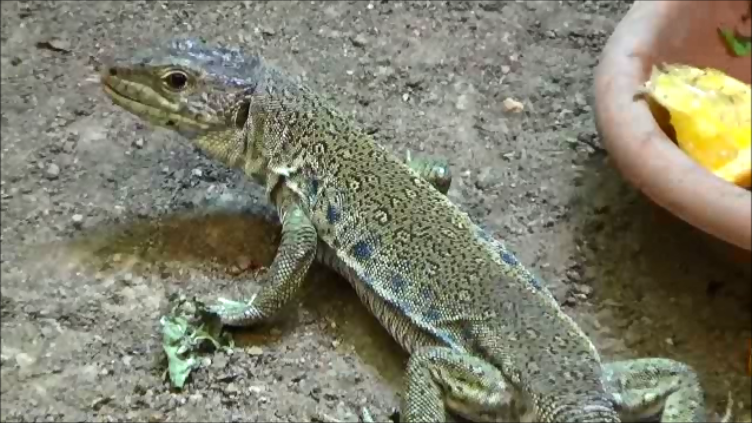
Timon lepidus - Parc zoologique de Paris - qui pose
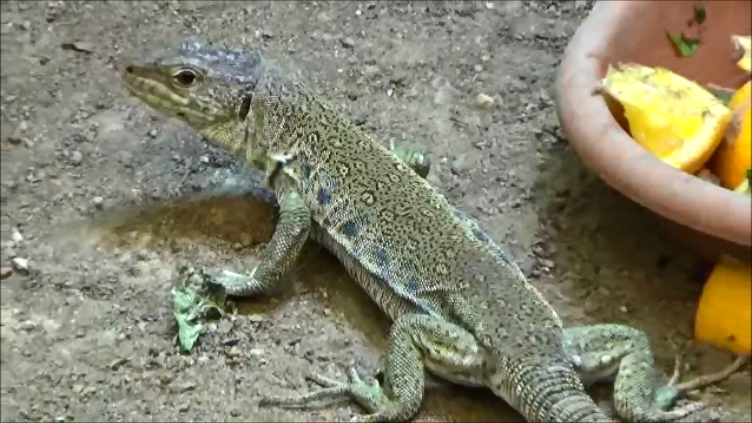
Timon lepidus - Parc zoologique de Paris - qui repose
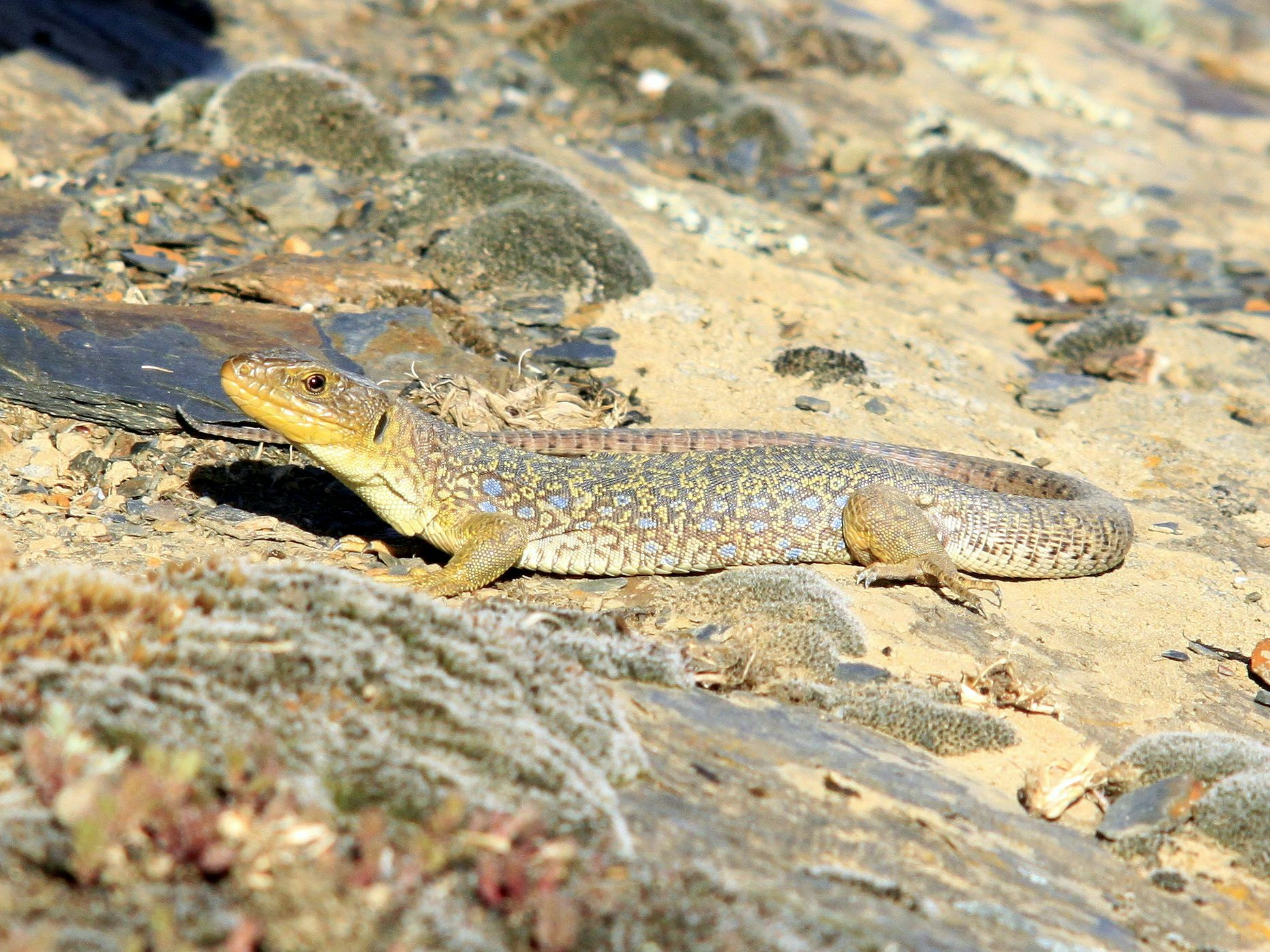
Lézard ocellé, Province Castille-et-León (Espagne), en 2013, qui pose encore...
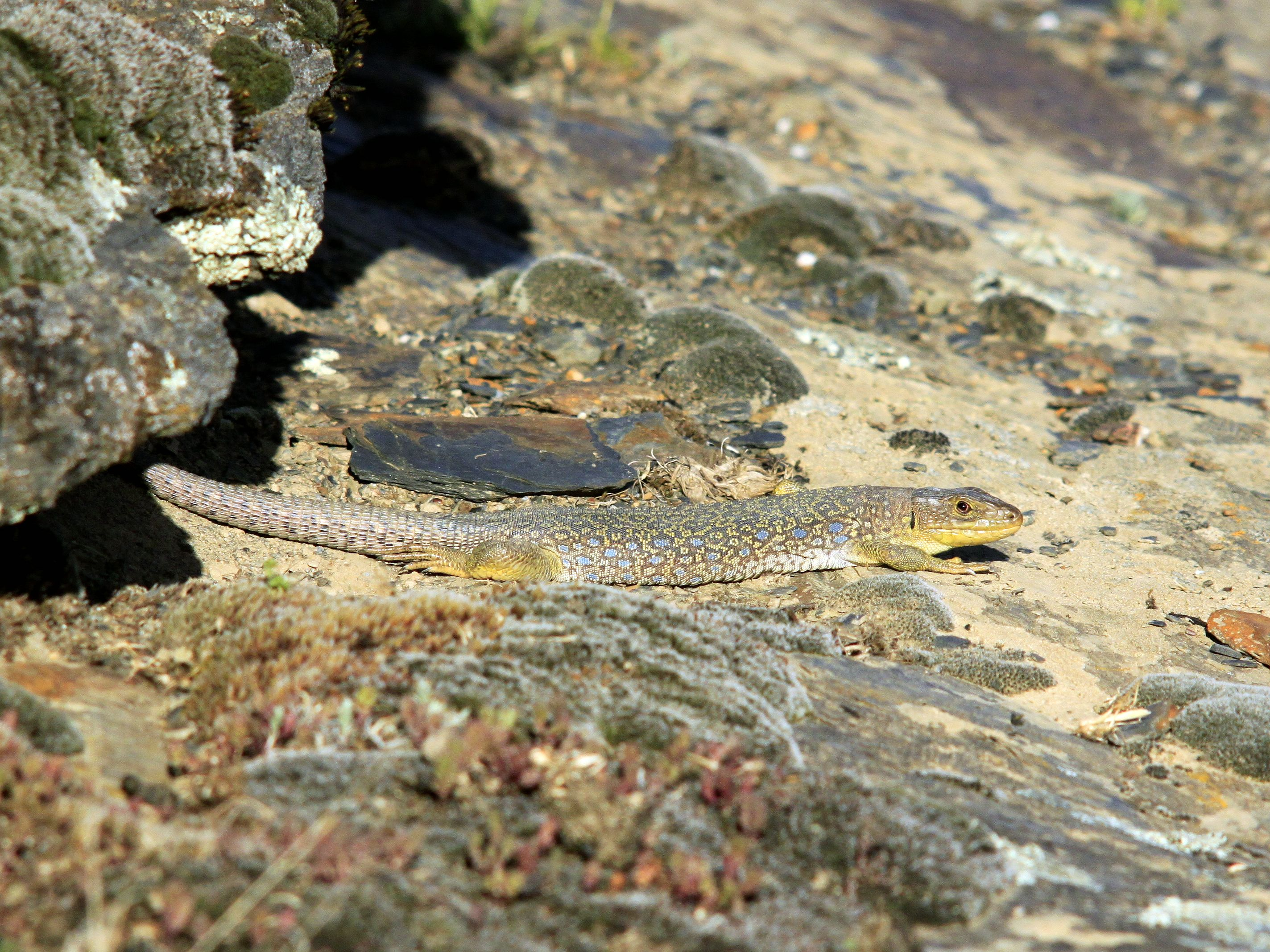
... et qui repose